# Somerset hercege
A Somerset hercege Somerset megyéről elnevezett cím, amelyet az angol főnemességben ötször hoztak létre. Különösen két családhoz köthető: a Beaufortokhoz, akik 1448-as létrehozásától viselték a címet, valamint a Seymourokhoz, akik 1547-es adományozásától kezdve, és akik máig viselik a címet.
A Beaufort-ház kivérzése és emiatt bekövetkező címvesztése elsősorban annak volt következménye, hogy a dinasztia vezető tagjai a rózsák háborújában következetesen a Lancaster-ház oldalán harcoltak, így politikai és katonai vereségeiket végzetesnek bizonyultak. A család utolsó férfi örökösei – köztük Edmund és Henry Beaufort – sorra estek el vagy kivégezték őket, miközben a York-párti győzelmek nyomán vagyonaikat elkobozták, címüket megszüntették. A túlélő illegitim ág, bár rangot és befolyást szerzett később (Worcester grófjai, majd Beaufort hercegei), a politikai légkör, a legitimáció hiánya és a dinasztikus váltás miatt nem tudta visszaszerezni a hercegi címet.
A Seymourok felemelkedése elsősorban Jane Seymour 1536-ban VIII. Henrik harmadik feleségeként történt házasságának köszönhető. Ha ez a házasság nem jön létre, Edward Seymour karrierje valószínűleg sosem éri el azt a kiemelkedő magaslatot, amely Anglia kormányzójává (lordprotektorrá) és Somerset hercegévé emelte.
A Somerset hercege cím 1547 óta a Seymour családhoz tartozik, de öröklése kezdetektől megosztottságot szült: az első herceg törvényben zárta ki az idősebb ágat, előnyben részesítve második házasságából származó fiait. A későbbi évszázadokban a fiatalabb ág kihalásakor ugyan a hercegi cím visszaszállt az idősebb ágra, ám a vagyont tudatos intézkedésekkel más örökösökre hagyták. A Seymourok közül az 1. herceget kivéve – aki lordprotektorként Anglia vezetője volt – a család nem adott kiemelkedő államférfit.
A szócikk speciális jelölései
A szócikkhez szorosan kötődő főnemesi címek mellett előfordulhat a ( 1488 II) jelzés. Ez azt jelenti, hogy a nemesi címet a skót peerage-ben, főrendben hozták létre 1488-ban. Ez volt a cím második létrehozása. Gyakran csak a létrehozás sorszámát jelentő római számokat adjuk meg.
A dőlt betűs, kurzív nemesi cím jelentése: a viselő az apja (esetleg nagyapja) második (harmadik) címét viseli, az az ő az örökös vagy az örökös örököse.

### Somerset grófja, első létrehozás (1141)

Mohun címerpajzsa: arany mezőben fekete, hullámos szélű kereszt

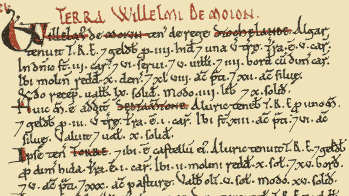
Domesday Book, Somerset, William de Moyon 55 földbirtokát felsoroló fejezet eleje a „Sumersete”-ben, az első három bejegyzés: „Stochelande” (Stockland), Seaberton és „Torre” (Dunster)

William de Mohun (~1090~-1155), akit Somerset vagy Dorset grófjának is neveztek, William de Mohun (fl. 1066) legidősebb fia volt, anyja Adelisa. Összesen negyvennégy lovagi birtokkal rendelkezett, és 1131-ben részt vett I. Henrik Northamptonban tartott tanácsán, ahol tanúja volt a király által Salisbury egyházának adott oklevélnek.
1138-ban fellázadt István ellen, és a nyugat-angliai területeken számos erőszakos és kegyetlen cselekményt követett el, Dunster vára védelmére támaszkodva. István király sereggel vonult ellene, de mivel Dunster bevehetetlennek tűnt, és nem akart hosszabb ostromba bocsátkozni, inkább Henry Tracyt bízta meg a hadjárat folytatásával. Tracy sikeresen visszaszorította William támadásait, és egy alkalommal 104 lovagot ejtett foglyul, ezzel megalázva és tétlenségre kényszerítve őt.
1141 júniusában William az uralkodónő, Matilda császárnő mellett tartózkodott Westminsterben, majd részt vett Winchester ostromában. A Gesta Stephani szerint ekkor Matilda Dorset grófjává tette, de egyes források szerint már júniusban is grófnak nevezték. Ő maga Somerset grófjaként hivatkozott magára, ami a két megye közötti szoros kapcsolat miatt nem jelentett különösebb ellentmondást.
1142-ben Brutonban alapított egy Ágoston-rendi prépostságot. Emellett földeket adományozott a dunsteri szerzeteseknek, hogy fiáért, Ralphért imádkozzanak. Felesége, Agnes hat fiút szült neki, közülük négy egyházi pályára lépett, míg Ralph apja előtt elhunyt. Fia, William követte, de  nem viselte a grófi címet.

## A Beaufort család időszaka (1397-1471)

Somerset

Wiltshire

Devon

Dorset

### Somerset grófja, második létrehozás (1397)
John Beaufort Somerset 1. grófja (1397), Somerset és Dover 1. márkija (1397-1399) KG
John Beaufort (~1373–1410. március 16.) Genti János, III. Eduárd angol király harmadik fiának legidősebb törvénytelen fia volt. Anyja Katherine Swynford volt, akit apja 1396-ban vett feleségül. A Beaufort (szép vár, gyönyörű kastély) név apja champagne-i várára utal, ahol feltehetően született. Féltestvére VI. Henrik angol király volt.
1390-ben részt vett a II. Lajos, Bourbon herceg vezette barbár keresztes hadjáratban Észak-Afrikában, 1394-ben pedig a Német Lovagrenddel harcolt Litvániában. Valószínűleg ott volt 1396-ban a nikápolyi csatában, ahol a törökök legyőzték a keresztény sereget.
A Thomas de Holland, Kent 2. grófjának lányát, Margaret Hollandot vette feleségül, aki Richárd király unokahúga volt. A házasságkötés után 1397-ben a Parlament kétszer is – egyszer II. Richárd, egyszer IV. Henrik alatt – törvényesítették őt és a többi Beaufort-ot. IX. Bonifác pápa 1396-ban szintén törvényes leszármazottnak ismerte el a Beaufort-okat. Nem sokkal törvényesítése után, Somerset grófjává nevezték ki. Ugyanebben az évben az Írországi flotta admirálisa, Dover várának parancsnoka, és az Öt Kikötő őrségének vezetője lett.

### Somerset márkija, első létrehozás (1397)
Az év szeptemberében előbb Dorset és Somerset márkijává emelték, és még ebben az évben a Térdszalagrend lovagja lett. 1399-ben, IV. Henrik trónra lépése után elvette Beaufort márki címeit. Somerset grófja ennek ellenére lojális maradt az uralkodóhoz, részt vett katonai és diplomáciai küldetésekben.

### Somerset grófja, második létrehozás, az 1397-es kreáció visszaállítása
1400-ban Owain Glyndŵr walesi lázadó birtokait kapta meg, bár soha nem tudta ténylegesen birtokba venni azokat. 1404-ben a hadsereg főparancsnoka lett. 1409-ben egészségi állapota megromlott, és 1410-ben Londonban hunyt el. A canterburyi székesegyház Szent Mihály-kápolnájában temették el.
Henry Beaufort Somerset 2. grófja
Henry Beaufort (1401 – 1418) 1410-ben örökölte a Somerset grófja címet. Kiskorúsága idején anyja kezelte birtokait, amíg el nem érte a 15 éves kort. 16 évesen hunyt el, amikor a százéves háborúban nagybátyja, Thomas Beaufort, Exeter hercege parancsnoksága harcolt Rouen ostrománál.
John Beaufort Somerset 3. grófja, Somerset 1. hercege (1443) KG
John Beaufort (1404–1444), 1418-ban, bátyja, Henry halála után lett Somerset 3. grófja. 1419-ben testvéreivel csatlakozott mostohaapjához, Thomas of Lancaster Clarence első hercegéhez Normandiában. Rouennél lovaggá ütötték, majd részt vett Melun ostromában 1420-ban. 1421-ben Clarence hercege irányításával hadjáratot indított Maine és Anjou ellen, ám a Baugé-i csatában fogságba esett. Tizenhét évet töltött francia börtönben, míg végül 1438-ban szabadult, súlyos váltságdíj megfizetése után.
1439-ben átvette a francia hadjáratok irányítását, majd 1440-ben Normandiába vonult 2100 emberrel, ahol felszabadította Avranchest, visszafoglalta Harfleurt és Montivillierst, majd békét kötött Bretagne hercegével, vélhetően ezért elnyerte a Térdszalagrendet. Ennek ellenére 1441-ben York hercegét nevezték ki főparancsnoknak, ezért visszatért Angliába.

### Somerset hercege, első létrehozás (1443)
1443-ban Somerset hercegévé és Kendal grófjává emelték. Új francia hadjáratot vezetését bízták rá. 7000 fős sereggel indult Cherbourgból, ám hadjárata sikertelen volt. A sikertelenség miatt az udvarban elvesztette befolyását, riválisai kiszorították, visszavonult birtokaira. 1444. május 27-én meghalt, a körülmények alapján az utókor úgy véli, hogy öngyilkosságot követett el.
Felesége Margaret Beauchamp volt, egyetlen leányuk Lady Margaret Beaufort, aki később Edmund Tudor feleségeként VII. Henrik angol király anyja lett. Halála után a Somerset hercege és a Kendal grófja címek megszűntek, birtokai testvérére, Edmund Beaufortra szálltak.
Edmund Beaufort, Dorset grófja (1442), Dorset márkija (1443), Somerset 4. grófja (1444), Somerset hercege (1448) KG
Edmund Beaufort (1406-1455) Franciaországban nyerte el első katonai parancsnoki megbízatását 1431-ben. Amikor 1440-ben visszafoglalta Harfleurt, a csatatéren ütötték a Térdszalagrend lovagjává. Miután 1442-ben sikeresen felszabadította Calais-t a burgund ostrom alól, 1442-ben Dorset grófjává tette az uralkodó. 1443-ban együttműködve politikai ellenfelével, York hercegével, Anjou-ban vezetett hadjáratáért megkapta a Dorset márkija címet.

### Somerset hercege második létrehozás (1448)
(Bár az első létrehozás kihalt, a második számozása mégis kettessel kezdődik.)
1444-ben testvére halála után örökölte Somerset grófi címét, majd 1448-ban újból létrehozták számára a Somerset hercegi címet. Ekkorra azonban katonai szerencséje elhagyta: az angol kormány felismerte, hogy Franciaország hosszú távú megtartása lehetetlen, ezért békét kötöttek, amelynek részeként Anjout és Maine-t átengedték VII. Károlynak. Ez a döntés rendkívül népszerűtlen volt Angliában, ahol sokan folytatni akarták a háborút. Somerset egyik fő támogatója nagybátyja, Beaufort Henrik bíboros volt, a királyi udvar befolyásos alakja. Amikor 1447-ben Gloucester hercege meghalt, Somerset lett a király első számú tanácsadója, és York hercegét visszahívták Franciaországból, hogy ne fenyegethesse politikai befolyását.
A franciák a békét kihasználva megerősítették haderejüket, és 1449-ben újraindult a háború. Egy angol sereg, Somerset tudtával és támogatásával, megtámadta Fougères várát, ezzel megszegve a fegyverszünetet. A francia hadsereg válaszul módszeresen visszahódította Normandiát. Rouen 1449 októberében elesett, Somerset kénytelen volt visszavonulni a várba. 1450-ben Formigny-nél az angolok döntő vereséget szenvedtek, majd Caen háromhetes ostrom után megadta magát. Ezzel Normandia teljesen elveszett, Somerset személyesen is megalázó feltételekkel adta fel a területet, saját családja és vagyona megmentése érdekében.
1449–50-re az angliai közvélemény és parlament Somerset ellen fordult. A népharag inkább Suffolk hercegére zúdult, akit ugyan a király megpróbált egy ötéves száműzetéssel megmenteni, de végül kivégeztek. Somerset maradt a királyi udvar kulcsfigurája.
A sikertelen Jack Cade-lázadás a népszerűtlen, korrupt vezetők ellen, közéjük értve Somersetet is, 1450–51-ben megbénította Angliát. Somerset ellen 1452-ben York hercege katonai lázadást szervezett, de még ekkor sem tudta eltávolítani őt a hatalomból.
1453-ban az angolok döntő vereséget szenvedtek a Castilloni csatában, ezzel a százéves háború teljes angol vereséggel zárult. A  katasztrófa hatására VI. Henrik Yorkot királyi protektorrá nevezte ki, Somersetet a Towerbe záratta. 1454 végén Somerset visszatért hatalmi pozíciójába, ám ezzel végleg kiéleződött a konfliktus Yorkkal. 1455 májusában York fegyveres támadást indított ellene, kitört az utókor által Rózsák háborújának nevezett belháború a Plantagenêt-ház két utód háza, a második Lancaster-ház (ennek oldalága a Beaufort-ház) és a York-ház között.
A belharc első ütközetében, 1455. május 22-én a első Saint Albans-i csatában esett el Somerset hercege, amikor York csapatai betörtek Londoba. Somerset bukása és halála véglegesen szembefordította a Beaufort-házat és a York-házat, ami meghatározta az angol történelem következő időszakát.
Henry Beaufort, Somerset 3. hercege
Henry Beaufort, Somerset 3. hercege (1436 – 1464. május 15.) apja oldalán harcolt az 1455-ös első Saint Albans-i csatában, ahol megsebesült, apja pedig elesett. Ekkor örökölte Somerset hercege címét, és ő lett a Lancaster-ház egyik vezetője.
Apja halála után VI. Henrik és Anjou Margit királyné támogatásával fontos tisztségeket kapott. 1456-ban a királyi tanács tagja lett, ahol megpróbálták elsimítani az ellentéteket a York-párttal. 1457-ben Wight-sziget helytartójává és a szigeten álló Carisbrooke vár kapitányává nevezték ki. 1458-ban részt vett a „Szeretet napján“, amikor megpróbálták megbékíteni a York- és Lancaster-pártot. A kísérletek kudarcot vallottak, és 1459-ben kitört a nyílt háború. Somersetet Calais kapitányává nevezték ki, hogy leváltsa Warwick grófját, de miután átkelt a Csatornán, Warwick emberei nem engedték be a városba. Ennek ellenére elfoglalta Guînes várát és harcokat vívott a York-párti csapatokkal, mígnem 1460-ban Newnham Bridge-nél vereséget szenvedett.
1460-ban, miközben Somerset Franciaországban próbált segítséget szerezni, a York-párt Northamptonnál legyőzte VI. Henriket, és York hercege megpróbálta megszerezni a trónt. Somerset azonban 1460 decemberében Lancaster-párti hadakkal a Wakefieldi csatában legyőzte és megölte York hercegét, majd csatlakozott Anjou Margit seregéhez. 1461 februárjában megnyerték a második Szent Albans-i csatát, de nem tudták kihasználni a győzelmet, és visszavonultak északra. Március 29-én IV. Eduárd a Towtoni csatában döntő vereséget mért a Lancaster-pártra. Henry Beaufort címeit és birtokait először 1461. november 4-én vonták meg, amikor IV. Eduárd parlamentje hűtlenség miatt törvényen kívül helyezte. Somerset elmenekült, majd Anjou Margit követeként Franciaországba ment, hogy VII. Károlytól támogatást kérjen. Bár ígéreteket kapott, kevés tényleges segítséget szerzett.
1462-ben visszatért Angliába, és a Lancasteriek vezéreként Bamburgh várában tartózkodott, de karácsonykor váratlanul megadta magát IV. Eduárdnak. A király kegyelmet adott neki, visszatért Londonba, és 1463. március 10-én hivatalosan visszakapta rangjait és birtokait. 1464 tavaszán azonban újra a Lancasteriek oldalára állt. Áprilisban Holt várából megszökött, és csatlakozott Anjou Margit csapataihoz. Május 15-én a Hexhami csatában végső vereséget szenvedett, és menekülése után egy pajtában elfogták. Még aznap lefejezték, és Hexham apátságában temették el.
Henry Beaufort halála a Lancaster-párt egyik legfontosabb katonai vezetőjének elvesztését jelentette, és IV. Eduárd uralmának megszilárdulását segítette elő. Bár 1485-ben VII. Henrik eltörölte az ellene hozott jogfosztásokat, halála a Lancasteriek számára komoly csapás volt a rózsák háborújában.
Edmund Beaufort, Somerset 4. hercege
Edmund Beaufort (~1438–1471. május 6.) 1464-ben lett a Beaufort-ház feje, címeit formálisan soha nem kapta vissza, mivel testvérét törvényen kívül helyezték, és így a címek jogilag elvesztek. A Lancaster pártiak Somerset 4. hercegének tartották.
1461-ben, a Towtoni csata után, amikor IV. Eduárd legyőzte a Lancaster-házat, Edmund Franciaországba menekült, és ott nevelkedett öccsével, John Beauforttal. 1470 októberében tért vissza Angliába, amikor Warwick grófja és Anjou Margit összefogott IV. Eduárd ellen, és visszahelyezték VI. Henriket a trónra. Edmund azonban nem támogatta teljes szívvel a megbékélést, és politikai szerepe korlátozott maradt. London védelmének sikertelensége hozzájárult Warwick vereségéhez a Barnet-i csatában, amely után a Lancaster-pártiak nyugat felé menekültek.
1471. május 4-én Tewkesbury csatában a Lancaster-had elővédjét vezette. Kedvező magaslati pozícióban álltak, de amikor IV. Eduárd flandriai muskétásai támadásba lendültek, Edmund elhagyta a védelmi állást és megindította csapatait, ezzel döntő hibát követett el. A York-ház hadserege bekerítette és legyőzte őt, gyakorlatilag eldöntve a csata sorsát. A vereség után Edmund és a lancasteri vezetők a Tewkesbury apátságba menekültek, ahol két napig menedékben maradtak. Május 6-án a York-pártiak kivonszolták őket a templomból, és azonnal kivégezték Tewkesbury főterén. Edmundot az apátság déli oldalán, egy boltív alatt temették el.
Halálával a Beaufort-ház férfi ága kihalt. A Lancaster-ház öröklési jogát Edmund unokatestvére, Margaret Beaufort és fia, Henry Tudor örökölte, aki később VII. Henrik néven Anglia királya lett.
Henry Beaufortnak, Somerset 3. hercegének ismeretlen nőtől 1460 körül született, ezért törvénytelen fia volt Charles Somerset. Nincs ismert parlamenti vagy királyi rendelet, amely hivatalosan legitimizálta volna. Ennek ellenére királyi támogatást élvezett, különösen VII. Henrik és VIII. Henrik uralkodása alatt. 1514-ben megkapta Worcester gróf címét, ami magas rangot jelentett, de ez nem jelentett legitimizációt. A jelenlegi Beaufort hercegei Charles Somerset, Worcester 1. gróf egyenesági férfi leszármazottjai. Így igaz, hogy a jelenlegi Beaufort hercegei III. Eduárd egyenesági férfi leszármazottai egy törvénytelen vonalon keresztül.

### Beaufort családfa
- III. Eduárd angol király (1312–1377) ∞ Hainaut-i Filippa angol királyné (1314–1369)
  -  Eduárd walesi herceg (1330-1376), a Fekete Herceg
    -  II. Richárd angol király (1367–1400), 1399-ben lemondott

  -  Lionel of Antwerp (1338–1368),  Clarence 1. hercege
  -  Genti János (1340–1399),  Lancaster 1. hercege ∞¹ Blanche of Lancaster (1342–1368) ∞² Kasztíliai Konstancia (1354-1394) ∞³ Swynford Katalin (1349-1403)
    - ¹Lancasteri Filippa ∞  I. János portugál király
    - ¹Lancasteri Erzsébet ∞ John Holland (1360–1400),  Exeter 1. hercege
    - ¹ IV. Henrik angol király
    - ²Lancasteri Katalin ∞  III. Henrik kasztíliai király
    - ³ John Beaufort (~1373–1410),  Somerset 1. grófja (1397–),  Somerset 1. és Dorset 1. márkija (1397–1399) 
      - Henry Beaufort (1401–1418),  Somerset 2. grófja
      - Joan Beaufort (1404–1445) ∞  I. Jakab skót király (1394–1437)
      - John Beaufort (1404–1444),  Somerset 3. grófja,  Somerset 1. hercege (1443–)
        - Margit Beaufort ∞¹ Edmund Tudor (~1430–1456),  Richmond 1. grófja
          -  VII. Henrik angol király (1457–1509)

      - Edmund Beaufort (~1406–1455)  Somerset 2. hercege (1448)
        - Henry Beaufort (1436–1464),  Somerset 3. hercege
          - ○ Charles Somerset (1460-1526),  Worcester 1. grófja
            - innen Worcester grófjai, majd Worcester márkijai, majd Henry Somerset (1629–1700), Beaufort 1. hercege, és akkortól Beaufort hercegei

        - Margaret Beaufort (~1437-1474) ∞ Humphrey Stafford (1425–1458), Stafford grófja 
          - Henry Stafford,  Buckingham 2. hercege (1455–1483)
            - és innen Buckinghem hercegei, majd Stafford bárók

        - Edmund Beaufort (1438–1471),  Somerset 4. hercege (Somerset 6. grófja, Dorset 3. márkija, Dorset 3. grófja)
        - John Beaufort, (-1471) Dorset márkija ???

    - ³ Henry Beaufort (1375-1447), Lincoln püspöke (1398), Winchester püspöke (1404), bíboros (1426)
    - ³ Thomas Beaufort (1377–1426),  Exeter 1. hercege
    - ¹ ² ³további 8 gyerek

  -  Yorki Edmund
  - Mary of Waltham ∞ V. János (1339–1399),  Bretagne hercege
  - Margaret ∞ John Hastings (1347–1375),  Pembroke 2. grófja
  -  Thomas of Woodstock, Gloucester 1. hercege
  - további 11 gyerek

### Beaufort címer fejlődés
- III. Eduárd címerpajzsa. Vörös mezőben három arany, lépő, szembenéző oroszlán.
- 1340-ben III. Eduárd anyja örökségként igényt tartott a francia trónra, ezt új, igényelt címert[m 5] 1. és 4. mező: kék alapon arany liliomokkal beszórva (semée de lys) (Franciaország) – 2. és 4. mező (Anglia)
- Genti János Lancaster 1. hercege címere. Negyedelt címer: 1. és 4. mező – Franciaország , 2. és 3. mező – Anglia, a címeren egy háromágú hermelines lebélyegzés (label, tornagallér)
- Blanche of Lancaster címere[m 6]. Blanche Genti János herceg első felese volt. Vörös mezőben három arany, lépő, szembenéző oroszlán (Anglia), egy háromágú kék lebélyegzéssel, amelynek mindegyik ágán három arany liliom található (Franciaországra utalva).
- Kasztíliai Konstancia (1354–1394) törvénytelen kasztíliai királylány. Címer: 1. és 4. mező: vörös alapon arany vár, három tornyával, nyitott kapuval és ablakokkal (Kasztília), 2. és 3. mező: ezüst alapon vörös, ágaskodó oroszlán, koronázott és kinyújtott nyelvvel (León).
- Genti János második felesége Kasztíliai Konstancia volt. Felesége jogán Kasztília királyának tartotta magát. Hasított pajzs bal oldalon negyedelt címer: 1. és 4. mező: Kasztília, 2. és 3. mező: León, jobb oldalon negyedelve: 1. és 4. mező: Franciaország, 2. és 3. mező: Anglia, a pajzson egy háromágú hermelines lebélyegzés.
- Katherine Swynford (1350–1403) címerpajzsa: azúr, egy kerék arany
- John Beaufort (~1373–1410), Somerset 1. grófjának a címere. :: Hasított pajzs: bal oldalon ezüst, jobb oldalon kék, az egészet átlós vörös harántpólya (bend) fedi, amelyen három arany, lépő, szembenéző oroszlán látható, fölötte egy háromágú kék lebélyegzés, amelynek mindegyik ágán három arany liliom található. Az addig használt címer Beaufort 1396-os törvényes elismerése után vált hivatalossá visszamenőlegesen.
- John Beaufort (~1373–1410), Somerset 1. grófjának a címere. Negyedelt címer: 1. és 4. mező – Franciaország (ancien: kék alapon arany liliomokkal beszórva), 2. és 3. mező – Anglia (vörös alapon három arany, lépő, szembenéző oroszlán), a pajzsot ezüst és kék váltakozó mezőkből álló szegély övezi.
- Margaret Holland (1385–1439), Thomas Holland (1350–1397), Kent 2. grófjának a lánya, első férje John Beaufort, Somerset 1. grófja volt. Negyedelt címer: 1. és 4. mező: Franciaország, 2. és 3. mező: Anglia, a pajzsot ezüst és kék váltakozó mezőkből álló szegély övezi. Hasított pajzs: jobb oldali fél (impaling): vörös mezőben három arany, lépő, szembenéző oroszlán (Anglia), ezüst szegéllyel (bordure Argent).
- John Beaufort (1403–1444), Somerset 1. hercege Negyedelt címer: 1. és 4. mező: Franciaország (moderne: kék alapon három arany liliom), 2. és 3. mező – Anglia, a pajzsot ezüst és kék váltakozó mezőkből álló szegély övezi.
- Margaret Beauchamp of Bletso (1406–1482). Második férje John Beaufort (1403–1444), Somerset 1. hercege volt. Negyedelt címer: 1. és 4. mező: Franciaország moderne), 2. és 3. mező: Anglia. A pajzsot ezüst és kék váltakozó mezőkből álló szegély övezi. Hasított pajzs: vörös mezőben egy arany pólya, rajta egy fekete csillag, a pólya felett és alatt összesen hat arany fecske, három fent, kettő középen, egy alul (Beauchamp-címer).
- Lady Margaret Beaufort (1443–1509), John Beaufort és Margaret Beauchamp lánya, Edmund Tudor, Richmond 1. grófjának felesége. Negyedelt címer: 1. és 4. mező: Franciaország moderne, 2. és 3. mező: Anglia, a pajzsot ezüst és kék váltakozó mezőkből álló szegély övezi.
- Edmund Tudor, Richmond 1. grófja (1430–1456), VI. Henrik  király féltestvére, a parlament 1453-ban törvényesített. :: Negyedelt címer: 1. és 4. mező: Franciaország moderne, 2. és 3. mező: Anglia, a pajzsot kék szegély övezi, amelyen váltakozva arany liliomok és arany fecskék találhatók.
- Lady Margaret Beaufort (1443–1509) Edmund Tudorral kötött házasságuk után. Negyedelt címer: 1. és 4. mező: Franciaország moderne, 2. és 3. mező: Anglia, a pajzsot kék szegély övezi, amelyen váltakozva arany liliomok és arany fecskék találhatók. Hasított pajzs: 1. és 4. mező: Franciaország moderne, 2. és 3. mező: Anglia, a pajzsot ezüst és kék váltakozó mezőkből álló szegély övezi.
- VII. Henrik angol király (Edmund Tudor). Negyedelt címer: 1. és 4. mező: Franciaország moderne, 2. és 3. mező: Anglia.
- Charles Somerset (1460–1526). Henry Beaufort,  Somerset 3. hercegének törvénytelen fia. 1514. február 1-jén Worcester grófja lett. Negyedelt címer: 1. és 4. mező: Franciaország ancien, 2. és 3. mező: Anglia, a pajzsot ezüst és kék váltakozó mezőkből álló szegély övezi (Beaufort-ház). A címeren egy balharánt ezüst pólya található. A szívpajzs hasított pajzs: bal oldalon kék, jobb oldalon vörös, ezen három ezüst ágaskodó oroszlán (2 felül, 1 alul) (Herbert-család).

## Somerset hercege, harmadik létrehozás (1499)
- Tudor Edmund angol királyi herceg (1499–1500), Somerset 1. hercege

## Richmond és Somerset hercege, első létrehozás (1525)
- Tudor Henrik (1519–1536), Richmond és Somerset első hercege

## A Seymour család időszaka (1547–)
A Seymour-ház (korábban St. Maur) normann eredetű angol főnemesi család, amely a XIII. században telepedett le a történelmi Monmouthshire-ben, majd Wiltshire, Somerset, Devon és más angliai területeken szerzett birtokokat. A család neve eredetileg St. Maur volt, amely a XIV. század végére Seymour-ra változott. A középkor folyamán helyi jelentőségű nemesi család volt, amely a XV. századra Wiltshire és Somerset egyik legbefolyásosabb földbirtokosává vált. A St. Maur-t néha St Maur-ként is írják, használták.
A család első jelentős földbirtokszerzése Roger St Maur (–1420) révén történt, aki Cecily de Beauchamp-pal kötött házassága után kiterjedt birtokokat szerzett Somersetben, Devonban, Buckinghamshire-ben és Suffolkban. Fia, Sir William St Maur (-1390) a Fekete Herceg kíséretében szolgált. Unokája, Roger Seymour (1366–1420) folytatta a család politikai és katonai szerepvállalását. A XV. század első felében a Seymourok már jelentős szereplők voltak Wiltshire politikai és katonai életében.
A család felemelkedésének kulcsfigurája Sir John Seymour (1474–1536) volt, aki a Wiltshire megyei Wolf Hall birtokán élt, és jelentős földbirtokosként kiemelkedett a helyi nemesség közül. Politikai szerepe is növekedett, mivel katonai szolgálatai és királyhűsége révén VIII. Henrik egyik bizalmasa lett. Az 1497-es Cornwalli-lázadás leverésében részt vett, majd a XVI. század elején több helyi közigazgatási tisztséget viselt Wiltshire-ben és Somersetben.
A Seymourok birtokai Wiltshire déli részére koncentrálódtak, különösen Wolf Hall és Easton rendház környékén, de Somersetben és Glastonbury környékén is rendelkeztek földekkel. Bár Anglia egészére kiterjedő politikai szerepük ekkor még nem volt jelentős, a család gazdasági és helyi hatalma folyamatosan növekedett.

### Somerset hercege, negyedik létrehozás (1547)
Edward Seymour, Somerset 1. hercege Beauchamp vikomtja (1536), majd Herford grófja (1537), majd Somerset hercege (1547) KG

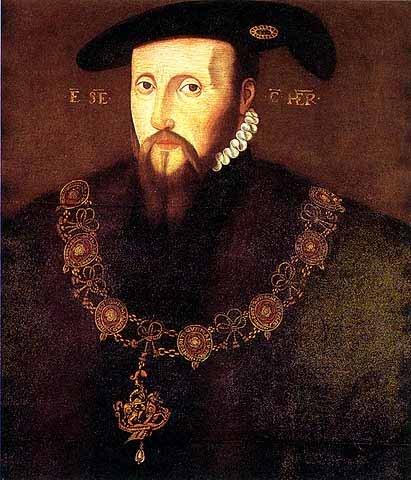
Edward Seymour, Somerset 1. hercegének portréja, ismeretlen művésztől a XVI. századból. A festmény a Longleat House-ban (Wiltshire), a Bath márki gyűjteményében található.

Edward Seymour (~1500–1552) megyei fontosságú politikusként és katonaként kezdte, de azután, hogy VIII. Henrik elvette a húgát, Jane Seymourt, hamarosan az ország egyik, ha nem a legfontosabb személyévé vált. A király halála után a kiskorú VI. Eduárd helyett irányító kormányzó tanács vezetőjeként magához ragadta a hatalmat, lordprotektorként irányította a királyságot. Magát emelte Somerset hercegévé, az angol történelemben példátlan módon. Hatalom összpontosítása egységbe kovácsolta ellenfeleit, akik megfosztották hatalmától, majd elítélék, megfosztották címeitől és végül lefejeztették.
Edward Seymour elvesztette Somerset hercege, Herford grófja és Beauchamp vikomt címeit. Az örököse második feleségétől való fia lett volna, az első házasságából származó fiait kitagadta, ahogy első feleségével való házasságát is érvénytelenítette. Ugyanakkor az 1540-es parlamenti törvény, amely lehetővé tette a második feleségtől származó vonal öröklését, azt is kimondta, hogy a második feleség férfiági kihalása esetén a címek az első feleség fiaira és azok férfiágára száll. Ennek a kiegészítésnek 1750-ben lett fontos szerepe. Előbb a grófi, majd 1660-ban a herceg címet is visszaállította az uralkodó, ám a hetedik Somerset herceg férfi örökös nélkül halt meg, és a második feleség vonalában sem volt örökös.

### Somerset grófja, harmadik létrehozás (1613)
Robert Carr (~1590–1645), Somerset grófja KG

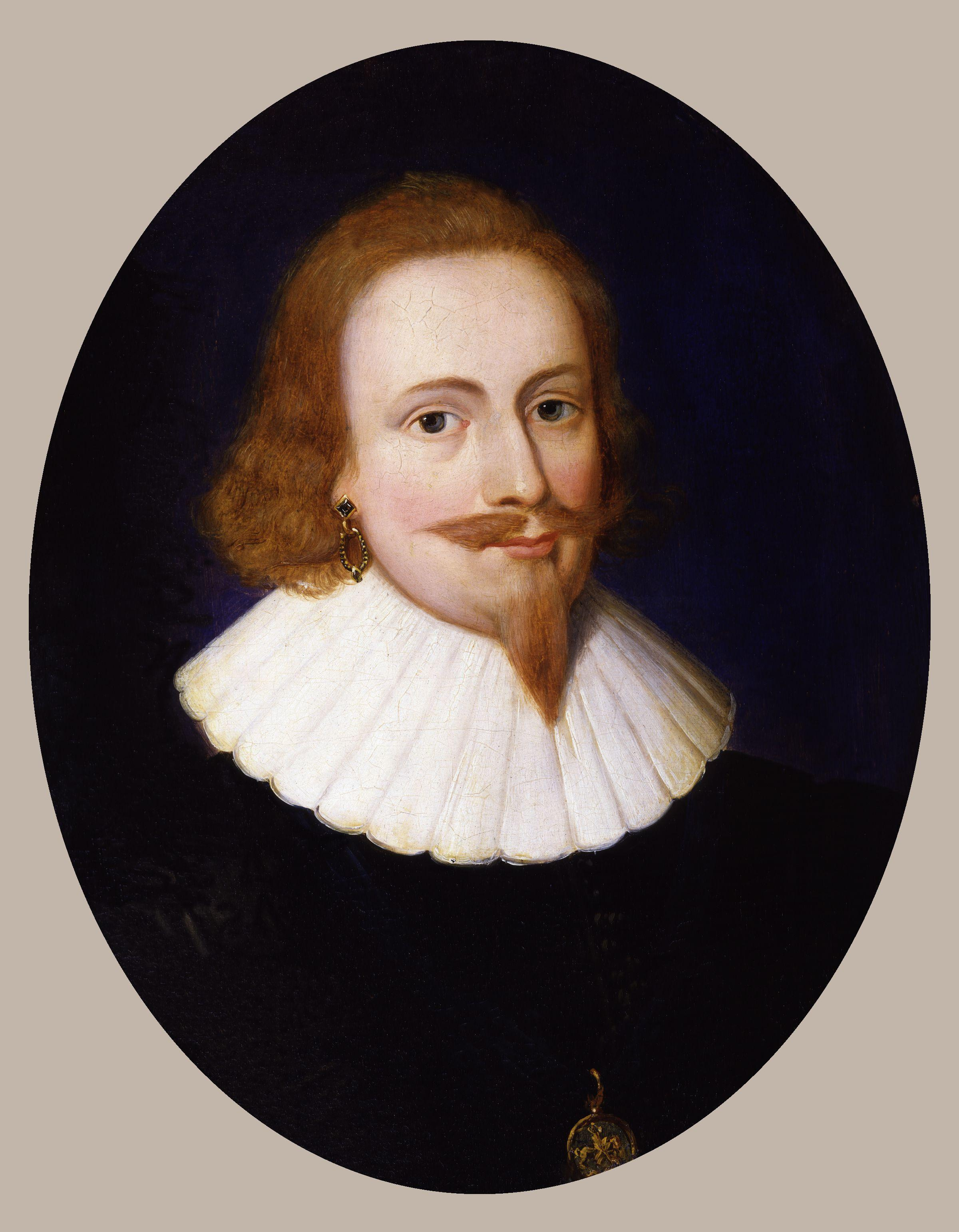
John Hoskins (–1670) festménye. Robert Carr, Somerset grófja. 1898 óta a londoni National Portrait Gallery tulajdona

 Robert Carr, Somerset 1. grófja skót származású angol nemes és politikus volt, I. Jakab angol király egyik legbefolyásosabb kegyence, akinek hirtelen felemelkedését és bukását az udvari intrikák, a hatalmi harcok és egy botrányos gyilkossági ügy határozta meg. Fiatalon állt Jakab szolgálatába, kísértében volt, amikor a király 1603-ban átvette az angol trónt. Amikor 1607-ben egy lovagi tornán leesett a lováról és eltörte a karját. I. Jakab, felismerve egykori apródját, kegyeibe fogadta. Carr gyorsan emelkedni kezdett a ranglétrán. 1607 decemberében lovaggá ütötték, 1609-ben pedig megkapta Walter Raleigh elkobzott sherborne-i birtokait. 1611-ben Rochester vikomtja lett, majd bekerült a titkos tanácsba, és a Térdszalagrend lovagja lett. Miután Robert Cecil, Salisbury 1. grófja 1612-ben meghalt, a király őt bízta meg a királyi levelezés intézésével, így politikai szerepe is jelentőssé vált.
Carr ekkor már viszonyt folytatott Frances Howarddal, Essex grófnőjével, aki a befolyásos és katolikus Howard család tagja volt. A grófnő házasságának érvénytelenítéséért 1613-ban per indult, amelynek eredményeként szeptemberben kimondták az érvénytelenséget, decemberben pedig Carr feleségül vette Frances Howardot. Házasságuk után Carrt Somerset grófjává emelték, és Jakab egyre inkább rábízta az államügyeket, 1614-ben lordkamarás lett.
A hatalmi harcok közepette Carr végül a katolikus Howard család oldalára állt, és támogatta a Spanyolországgal való szövetséget. Ezzel azonban magára haragította az angol protestáns politikai elitet. Közben udvari ellenfelei, különösen George Villiers, Buckingham későbbi hercege, Jakab új kegyeltjeként kezdtek egyre nagyobb befolyásra szert tenni. 1615-ben Carr kegyvesztetté vált, amikor kiderült, hogy felesége közvetlenül részt vett Thomas Overbury meggyilkolásában. Carr is gyanúba keveredett. Mindkettőjüket halálra ítélték, de I. Jakab megkegyelmezett nekik. 1622-ig a Towerben raboskodtak, minden politikai befolyásukat elvesztették. Élete hátralévő részét visszavonultan töltötte, és 1645 júliusában hunyt el. Halálával egyetlen törvényes gyermeke, Anne Russell, Bedford hercegnéje maradt utána.

### Somerset hercege, a negyedik létrehozás (1547) visszaállítása (1660)

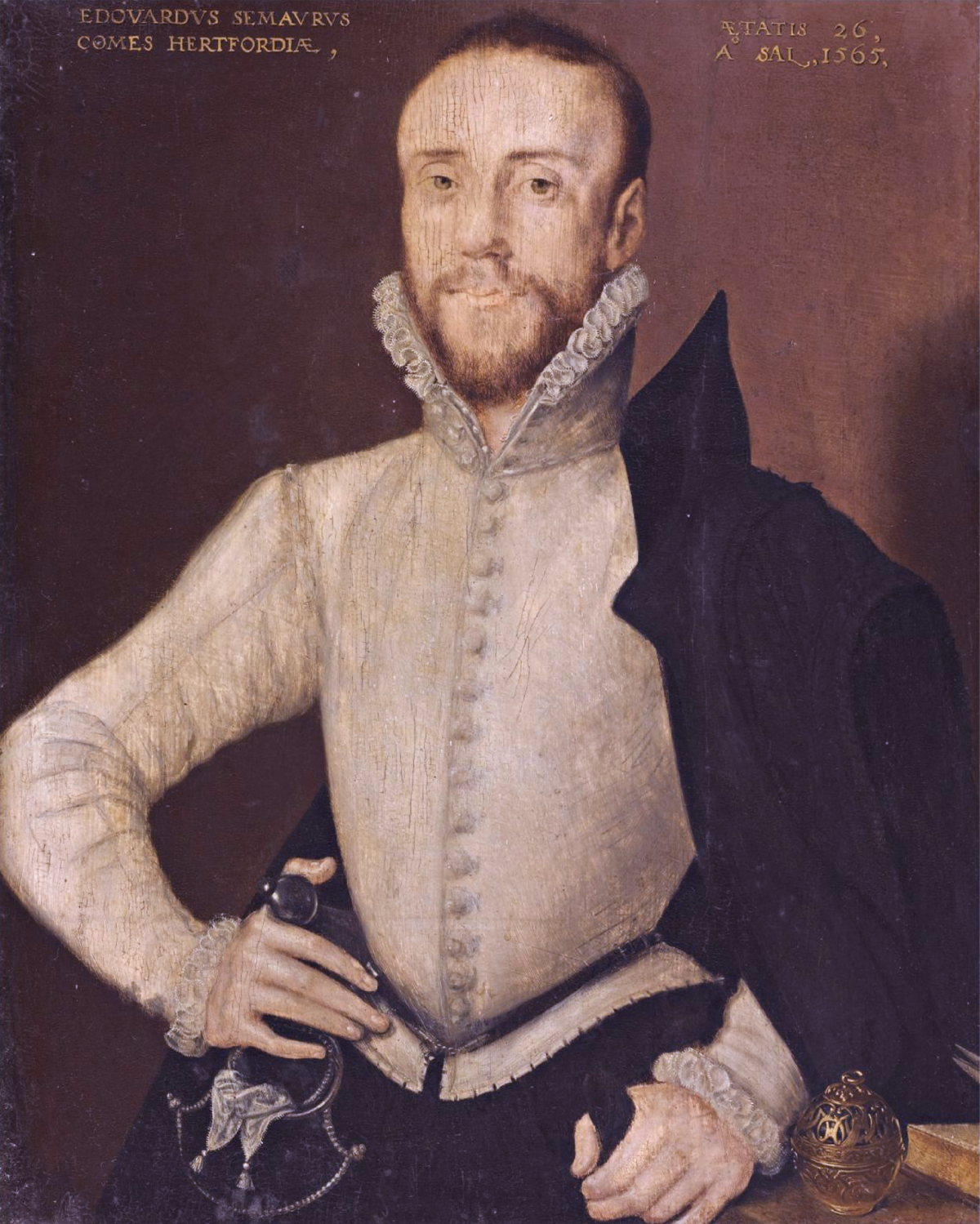
Edward Seymour, Hertford grófja (1565) Hans Eworthnak (1515–1574) tulajdonított festmény. Olajfestmény fatáblán, 40,5×33cm. Az alsó bal sarokban későbbi felirat: „Edward Semaurus / Comes Hertfordshire“, jobb felső sarokban: „Aetatis 26 / A(o) Suae 1565“, vagyis 26 éves korában, 1565-ben készült

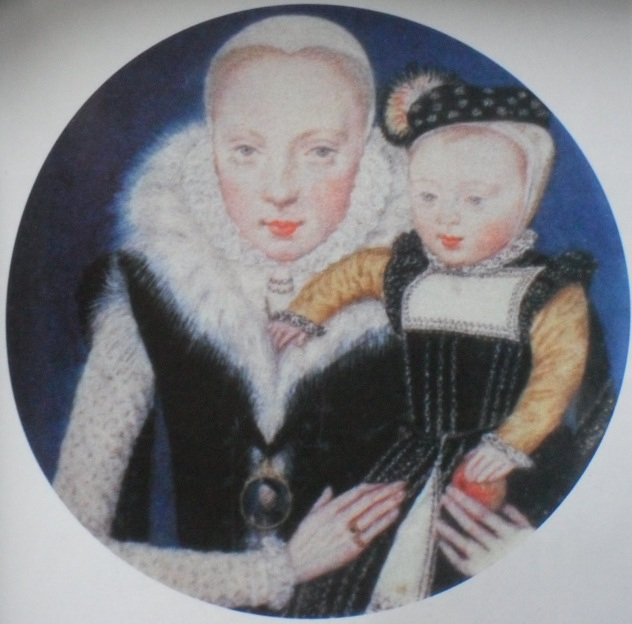
Katherine Grey és idősebb fia, Edward Seymour, Lord Beauchamp. Levina Teerlinc (1510/1520–1576) olajfestménye, kb. 1562. A kép nem sokkal azután készült, hogy a házasságot érvénytelenítették és férjével, Hertford 1. grófjával a Towerbe zárták.

Edward Seymour, Hertford 1. grófja
Edward Seymour (1539. május 22. – 1621. április 6.) Somerset első hercegének második feleségétől született legidősebb fia volt, aki megérte a felnőtt kort. A hercegi cím létrehozásakor az öröklést úgy határozta meg az uralkodó, hogy a második feleségtől származó férfiág elsőbbséget élvez az első feleségtől származó férfiággal szemben. Ezért 1547-től Edward viselte apja második címét, Hertford grófja-t. Edward Seymour együtt tanult az királyi herceg Eduárddal, mikor utóbbit királlyá koronázták VI. Eduárd néven, őt lovaggá avatták. 1550-ben túszként Franciaországba küldték, és három héttel később visszatért.
Apja címfosztását és kivégzését követően Edward elvesztette leendő címeit és vagyonának nagy részét. Apja néhány földjét és birtokát VI. Eduárd visszaadta neki. Mária királynő „vérben helyreállította”, azaz törvényesen örökíthetett címet és birtokot saját utódainak, de nem örökölhette apja korábbi rangját vagy földjeit. I. Erzsébet 1559-ben – harmadszor – újra létrehozta a Hertford gróf ( 1599 III) címet Edward Seymour számára. 1605 áprilisa és májusa között I. Jakab követe volt VII. Albert osztrák főhercegnél, Spanyol-Németalföld kormányzójánál, hogy az 1604-es londoni békeszerződést követően Brüsszelben fogadja Alberttől a békére tett esküt.
Edward Seymour háromszor nősült. Először titokban – I. Erzsébet engedélye nélkül – vette feleségül Katherine Grey-t 1560 körül. Mivel Katherine VIII. Henrik végrendelete szerint trónörökös lehetett volna, a királynő 1561-ben mindkettőjüket a Towerbe záratta, és a házasságukat érvénytelenítették. Katherine fogságban két fiút szült, akik így Tudor-rokonként, de törvénytelenként születtek. Seymour 1563-ban szabadult, de Katherine házi őrizetben maradt és 1568-ban meghalt. I. Jakab 1608-ban külön engedéllyel biztosította, hogy Edward apja halála után örökölhesse a Hertford grófi címet. Mivel Edward 1612-ben, még apja életében elhunyt, a címet végül másik fia, William Seymour örökölte.
Második házasságát William Howard, Effingham Howard első bárója lányával, Frances Howarddal (~1553-1598), a harmadikat Thomas Howard, Bindon első vikomtja lányával Frances Howard (1578-1639) kötötte, egyikből sem született utód. Mindkét felesége a Norfolk hercegi család oldalágából volt való.
Edward Seymour Lord Beauchamp
Edward Seymour (1561. szeptember 21. – 1612. július 18.) törvénytelen fiú volt, mert szülei esküvőjét I. Erzsébet nem engedélyezte és hivatalosan 1562-ben semmisnek nyilvánították, így az ebből született gyerekek törvénytelennek számítottak. 1608. május 14-én I. Jakab királyi oklevélben rendelkezett arról, hogy a Beauchamp bárói és a Hertford grófi címek Edwardra és férfiági örököseire szálljanak. Ez a rendelkezés megerősítette Edward jogát e címek öröklésére, de nem ismerte el törvényes örökösnek. Edwardot élete során Lord Beauchamp-nak címezték, apja címei után szokásos örökös fiú udvari címe szerint.
1603-ra Edward volt VIII. Henrik végrendelete szerint az elsődleges jogos trónörökös. A király rendelkezése kimondta, hogy a trónöröklés a Tudor-dinasztia Tudor Margittól származó idősebb ága helyett fiatalabb ágra, Tudor Mária leszármazottaira száll. Edward egyetlen lehetséges riválisa VIII. Henrik végrendelete alapján Anne Stanley, Castlehaven grófnője lehetett volna, amennyiben Edwardot törvénytelennek tekintik. A trónöröklés mégis az idősebb ágat követte, és így VI. Jakab skót király lépett az angol trónra. Ha a végrendelet előírásait betartják és Edwardot törvényesítik, akkor Edward lehetett volna „VII. Eduárd angol király“, Anglia és Skócia nem egyesült volna perszonálunióban. I. Erzsébet soha nem vetette el hivatalosan apja végrendeletét, de Jakab az angol parlament támogatásával trónra került.
Feleségétől, Honora Rogerstől hat gyereke született. Halála után legidősebb fia viselte a Lord Beauchamp udvari címet, de ő is nagyapja, Hertford grófja előtt halt meg. A középeső fiú William Seymour lett a második Hertford gróf, amjd visszanyerte a Somerset hercegi címet is. A legfiatalabb fiú Francis Seymour elnyerte a Trowbridge  Seymour bárói címet, unokája lett Somerset 5. hercege.
William Seymour, Hertford grófja, Hertford márkija (1641), Somerset 2. hercege, KG

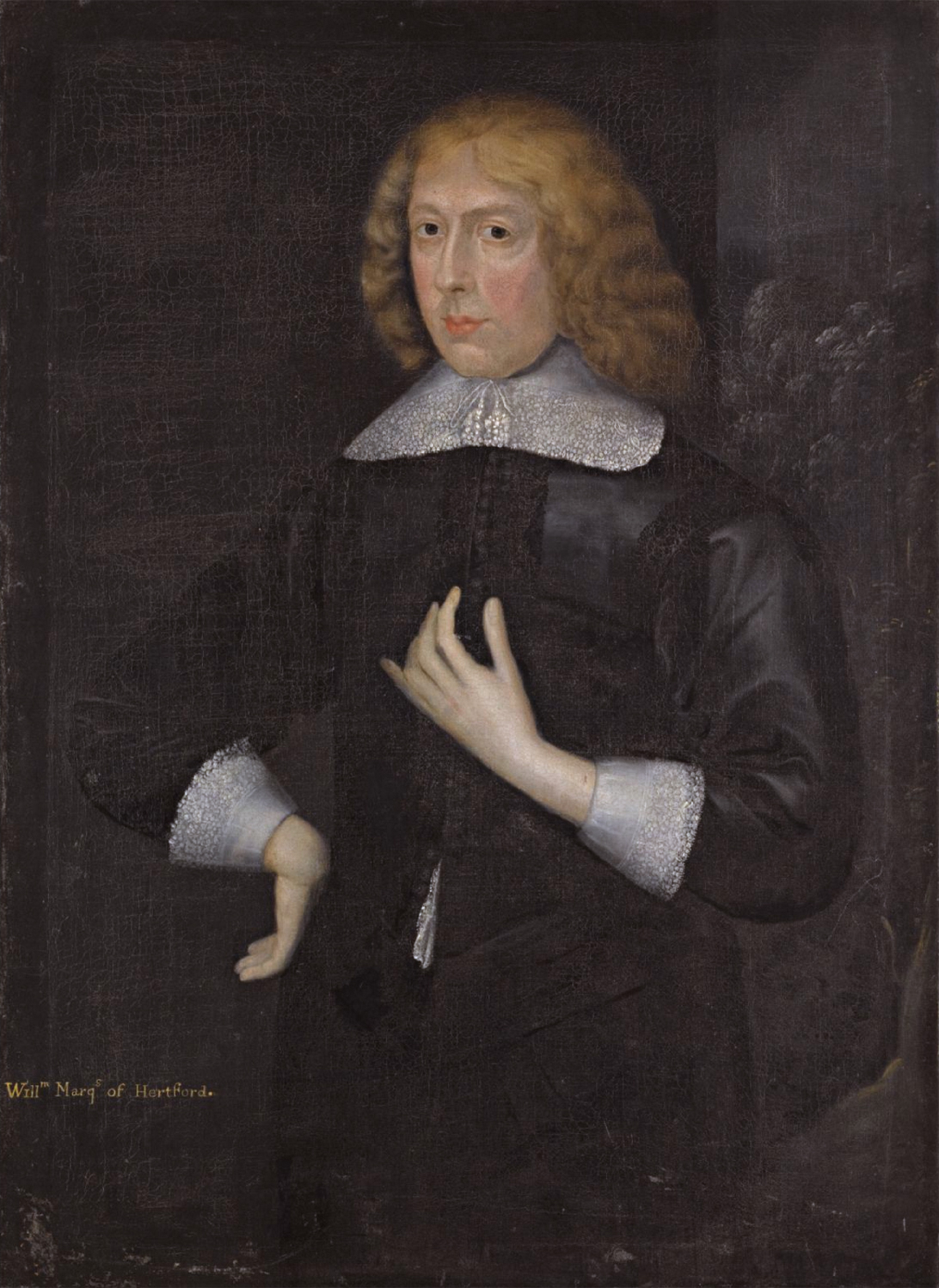
William Seymour, Hertford márkija, későbbi Somerset hercege (1588–1660) Gilbert Jacksonnak (1622–1640) tulajdonított festmény. Olajfestmény vásznon, 107 × 76 cm. Jobb alsó sarokban felirat: „William Marqs. of Hertford“. A későbbi Somerset 2. herceget ábrázolja, aki 1660-ban visszakapta a Somerset hercegi címet

William Seymour (1588–1660. október 24.) tanulmányait az Oxfordi Egyetem Magdalen College-ban végezte, ahol 1605-ben beiratkozott, majd 1607-ben B.A. fokozatot szerzett. 1610-ben titokban feleségül vette Arabella Stuartot, aki szintén Tudor-rokon volt. A házasság egyesítette a két lehetséges trónörökös ágat, ezért I. Jakab király Seymourt a Towerbe záratta, Arabellát pedig őrizet alá helyezte. Seymournak 1611-ben sikerült megszöknie a börtönből és Franciaországba menekülnie, de Arabellát elfogták és visszavitték a Towerbe, ahol 1615-ben meghalt. Seymour ezt követően kibékült a királlyal, és 1618-ban újraházasodott Frances Devereux-szal, Essex 2. grófjának lányát vette el.
1621-ben apja halálával örökölte a Hertford grófi címet. A polgárháború előtt és alatt mérsékelt royalistaként tevékenykedett, és 1641-ben I. Károly Hertford márkijává emelte. 1642-ben a nyugat-angliai királypárti erők egyik vezetője lett, 1643-ban részt vett a Lansdowne-i csatában és Bristol elfoglalásában. Később is a király hű támogatója maradt, Károly kivégzése előtt kegyelméért lobbizott.
A király kivégzése után visszavonult, és távol tartotta magát az összeesküvésektől, mert hitt abban, hogy a monarchia idővel helyreáll. 1660-ban, a monarchia visszaállítása után II. Károly visszaadta az 1547-ben negyedszerre létrehozott Somerset hercegi címet, amelyet nagyapja, Somerset 1. hercege 1552-ben elveszített. Így a folyamatos számozás miatt ő lett Somerset 2. hercege. Szintén 1660-ban megkapta a Térdszalagrendet, de aktív politikai szerepe ekkorra jelentősen lecsökkent. 1660. október 24-én halt meg, és Wiltshire-ben, Bedwyn Magnában temették el.
William Seymour, Somerset 3. hercege

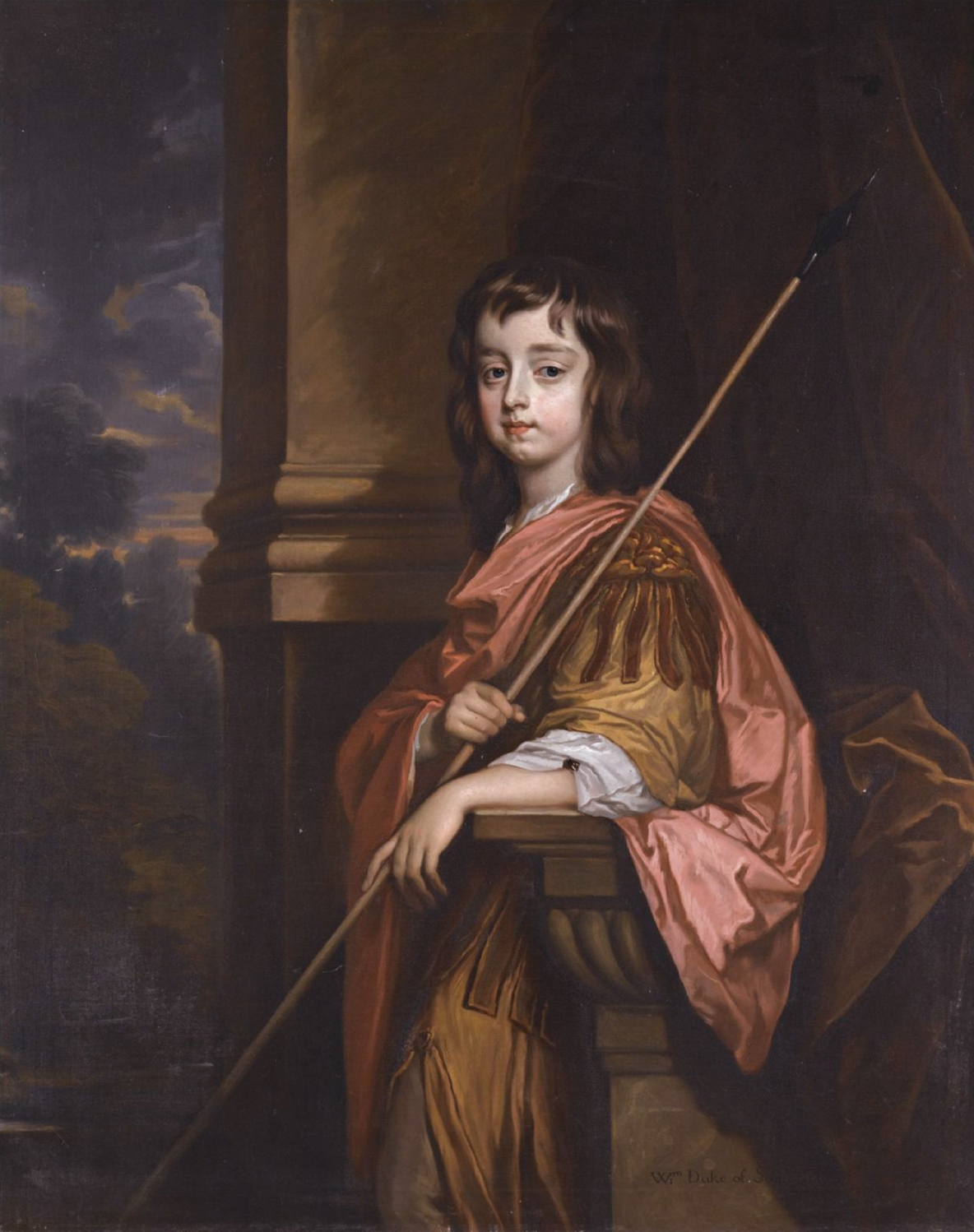
William Seymour, Somerset 3. hercege (kb. 1650–1671) Peter Lely műhelyének alkotása. Olajfestmény vásznon, 127×101,5cm

William Seymour (1650–1671. december 12.) két nagybátyja és apja korai halála miatt lett nagyapja örököse. Mivel kiskorú volt, anyja és nővérei viselték gondját, de huszonegy évesen váratlanul, utód nélkül meghalt.A címei családon belül öröklődtek, de a család birtokainak jelentős része nővérére, Elizabeth Seymourra szállt, aki később Thomas Bruce, Ailesbury 2. grófjának felesége lett.
John Seymour, Somerset 4. hercege
John Seymour (~1646–1675. április 29.) Somerset 2. hercegének fiatalabb fiaként nem számított címek vagy jelentős birtokok örökösének. Politikai pályafutását 1661-ben kezdte, amikor Marlborough parlamenti képviselőjévé választották. A helyet a Seymour család befolyása ellenére csak egyetlen szavazatos győzelemmel sikerült megszereznie. 1666-ban beiratkozott a Gray’s Inn jogászképzőbe, főként azért, hogy elkerülje a hitelezőit, mivel anyagi helyzete megingott. Házasságot Sarah Alston-nal, Sir Edward Alston lányával 1661-ben kötött. Ez pénzügyi szempontból sikeres, de személyesen boldogtalan kapcsolat volt. Felesége hozománya 10 000 font, de édesapja gondoskodott róla, hogy lánya független jövedelmet is kapjon. A házasságuk hamar megromlott. John Seymour hajlott az ivásra és a szerencsejátékra, amit felesége nem nézett jó szemmel. Később Sarah különválásukat kérvényezte a királynál, így életének utolsó éveit már külön élve töltötte.
1671. december 12-én unokaöccse halálával megörökölte a Somerset hercege, Hertford márkija és grófja, a Seymour és Beauchamp bárója címeket is. A család birtokainak jelentős része azonban a fiatalon elhunyt unokaöccse nővérére, Elizabeth Seymourra szállt. 1672 és 1675 között Wiltshire és Somerset Lord-Lieutenant (Megyei Királyi Kapitány) volt, de politikai befolyása korlátozott maradt. 1675-ben halt meg gyermektelenül, a Salisbury katedrálisban temették el.
Halálával a Hertford márkija cím kihalt, míg a Somerset hercegi címet unokatestvére, Francis Seymour örökölte.
Francis Seymour, Trowbridge Seymour 3. bárója, majd Somerset 5. hercege
Francis Seymour (1658. január 17. – 1678. április 20.) húsz évesen, nőtlenül és gyermektelenül halt meg. Egy genovai polgár, bizonyos Horatio Botti lőtte agyon a liguriai Lerici egyik fogadójának a bejáratánál, mert állítólag Seymour a feleségét inzultálta.
Charles Seymour, Somerset 6. hercege KG PC

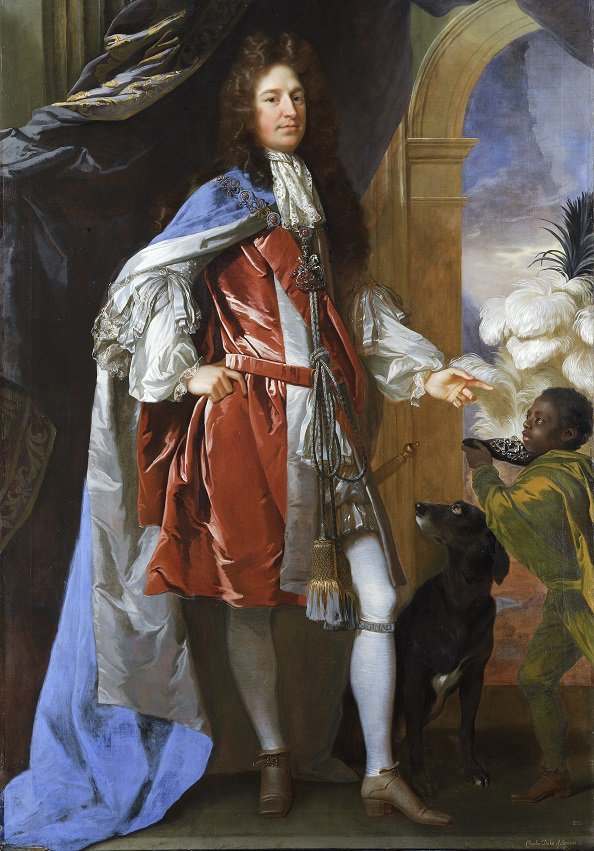
Charles Seymour, Somerset 6. hercege. John Closterman (1660–1711) olajfestménye, kb. 1690–1692. A herceg egy fekete apróddal, bal lábán a Térdszalagrend jelvényével

Charles Seymour (1662. augusztus 13., megh. 1748. december 2.) mindössze tizenhat évesen örökölte a Somerset hercegi címet, amikor bátyját, Francis Seymourt egy olaszországi fogadó ajtajában lelőtték. Oktatását Harrow Schoolban és a Cambridge-i Egyetem Trinity College-ban végezte. 1682-ben feleségül vette Elizabeth Percy-t, Northumberland 11. grófjának és Percy 5. bárójának örökösét, aki hatalmas birtokokat hozott a házasságba, köztük az Alnwick kastélyt, a Petworth Házat, a Syon Házat és a londoni Northumberland Házat a hozzájuk tartozó birtokokkal.
Karrierje 1683-ban kezdődött, amikor II. Károly király az udvari tisztviselők közé emelte, majd 1685-ben ezredesi rangot kapott a királyi dragonyosoknál. Azonban 1687-ben kiesett II. Jakab kegyeiből, amikor Lord of the Bedchamberként visszautasította a pápai nuncius kíséretét, emiatt minden hivatalától megfosztották. 1689-ben az Orániai Vilmos vezette dicsőséges forradalomban az új király mellé állt, ami megerősítette pozícióját az udvarban. 1702-ben Anna brit királynő egyik legbefolyásosabb embere lett, és Master of the Horse címben részesült.
1702 és 1712 között az udvarban meghatározó szerepet játszott, politikai súlyát növelte, hogy felesége 1711-ben a Marlborough hercegnét váltva Mistress of the Robes lett. Mikor Anna halála közeledett, whig támogatói élén beavatkozott a Titkos tanács üléseibe, hogy biztosítsa a hannoveri utódlást, amely végül I. György trónra lépéséhez vezetett. Ennek jutalmaként 1714-ben továbbra is megtartotta a Master of the Horse tisztséget, de 1716-ban végleg visszavonult a politikától.
1748. december 2-án hunyt el Petworth House-ban. Második felesége, Charlotte Finch, a londoni Foundling Hospital (lelencház) egyik alapítója volt, amely az ország első árva-otthona volt. A herceget rendkívüli büszkesége és önteltsége miatt „Büszke herceg” néven emlegették kortársai.
Algernon Seymour, Percy 1. bárója, majd Somerset 7. hercege

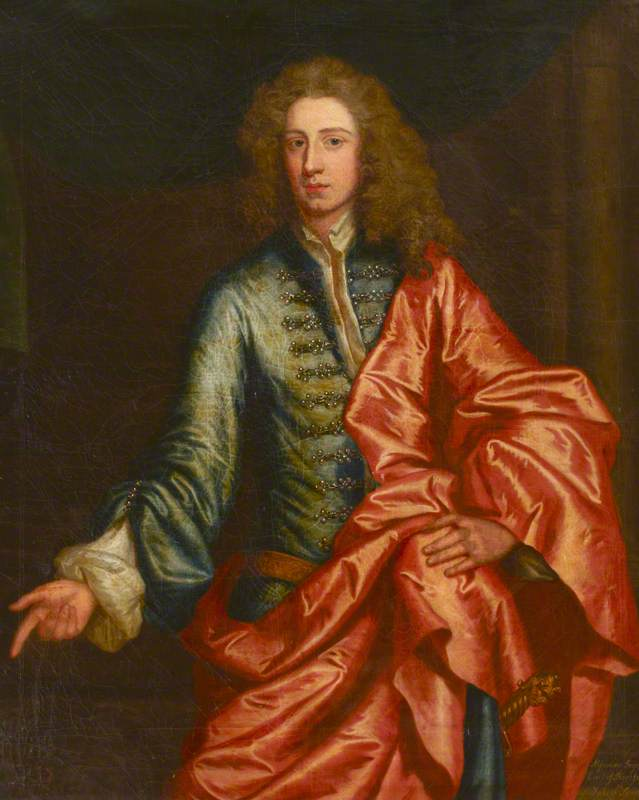
Algernon Seymour, Somerset 7. hercege (1684–1750). John Vanderbank (1694–1739) olajfestménye, készült 1690 és 1699 között

Algernon Seymour (1684. november 11. – 1750. február 7.) 1701 és 1703 között beutazta Itáliát, majd 1705-ben Ausztriában járt, mielőtt politikai pályára lépett. 1705-ben apja támogatásával Marlborough parlamenti képviselője lett, majd 1708-ban Northumberland képviselőjévé választották, ahol 1722-ig szolgált. 1708-ban önkéntesként csatlakozott a Spanyol örökösödési háborúban Flandriában harcoló brit erőkhöz, és novemberben ő vitte Angliába Brüsszel francia ostrom alóli felmentésének hírét.
1709-ben a 15. gyalogezred ezredese lett, 1710-ben pedig kinevezték Tynemouth kastély kormányzójává, amely tisztséget egészen haláláig betöltötte. 1714-ben, I. György trónra lépése után Seymourt kinevezték a trónörökös udvarmesterévé, de 1717-ben, amikor a király és fia között konfliktus alakult ki, lemondott a posztról. 1722-ben anyja halála után Percy báró címmel behívták a Lordok Házába.
A katonai ranglétrán is előrelépett: 1727-ben dandártábornok, 1735-ben altábornagy, 1739-ben pedig vezérezredes lett. 1737 és 1742 között Minorca kormányzójaként szolgált, majd 1742-ben Guernsey sziget kormányzói tisztét kapta meg. 1740-től haláláig a Királyi Lovas Gárda ezredese volt. 1748-ban, apja halála után megörökölte a Somerset hercegi címet és családja többi nemesi címét.
1750 februárjában örökös férfiági leszármazott nélkül hunyt el. Halálával a Hertford gróf, Beauchamp báró és Trowbridge Seymour báró címek kihaltak. A Somerset hercegi címet és a Seymour bárói címet távoli unokatestvére, Sir Edward Seymour, Berry Pomeroy 6. baronetje örökölte, ezzel a hercegi ág visszaszállt a család idősebb, de korábban mellőzött vonalára.
Különös cím és vagyon örökösödési eljárás 1.
1749. október 2-án Algernon Seymour számára II. György létrehozta a Northumberland grófja címet – alcíme: Warkworth bárója –, egyedi öröklési renddel. Amennyiben Algernon Seymournak nem születik férfi örököse, akkor a cím lánya, Elizabeth Seymour férjére, Hugh Smithson, Stanwick Smithson 4. baronetjére és férfiági örököseire száll. Algernon Seymour és a kormány célja az volt, hogy a Percy birtokok és politikai befolyás a férfiágon is fennmaradjanak, ezért Hugh Smithsont Northumberland grófja rangra emelték, hogy felesége öröksége felett legitim módon rendelkezzen, és a családi hatalom tovább élhessen a Northumberland név alatt. Hugh Smithson vezetéknevét Percy-re módosította, hamarosan Northumberland hercegévé emelte az uralkodó.
Különös cím és vagyon örökösödési eljárás 2.
Egy nappal később Algernon Seymour II. Györgytől megkapta a Egremont grófja címet – alcím: Cockermouth bárója –, egyedi öröklési renddel. Amennyiben Algernon Seymournak nem születik férfi örököse, akkor a cím unokaöccseire, Charles Wyndham, Orchard Wyndham 4. baronetjére és férfiági leszármazóira, kihalásuk esetén Percy Wyndhamre és férfiági leszármazottaira száll. Charles Wyndham lett Egermont 2. grófja, Percy Wyndhamnek az uralkodó a brit főrendben Thomond 1. grófja címet adományozott. A Thomond grófja címet az ír O'Brien család feje viselte. Thomond 8. grófja Algernon húgának Elizabeth férje volt, de nem született gyerekük.

#### Seymour családfa (fiatalabb ág)
- John Seymour (1425-1463) ∞ Elisabeth Coker (~1412-1472)
  - John Seymour (1450-1491)
    - John Seymour (1474-1536) ∞ Margery Wentworth
      - Edward Seymour (1506-1552),  Somerset 1. hercege ∞¹ ○ Catherine Filliol ∞² Anne Stanhope (1497–1587)
        - ◎ ¹Edward Seymour (1528-1593), knight of Berry Pomeroy
          - ...innen lásd a későbbi hercegeket adó Berry Pomeroy ág családfáját

        - ²Edward Seymour (1539-1621),  Hertford 1. grófja  ○∞¹ Katherine Grey(wd) (1540-1568) ∞² Frances Howard (~1553-1598) ∞³ Frances Howard (1578-1639)[m 20]
          - ◎ ¹Edward Seymour (1561-1612), Lord Beauchamp vagy báró Beauchamp
            - William Seymour (1588-1660),  Hertford 2. grófja, majd  Hertford 1. márkija (1641), majd  Somerset 2. hercege (1660, iv creation restored) ∞¹ Arabella Stuart (1575-1615) ∞² Frances Devereux (1599-1674)
              - Henry Seymour (1626-1654)
                - William Seymour (1652-1671),  Somerset 3. hercege

              - John Seymour (1646-1675),  Somerset 4. hercege ∞ Sarah Alston (1631-1692)

            - Francis Seymour (1590-1664),  Trowbridge Seymour 1. bárója
              - Charles Seymour (1621-1665),  Trowbridge Seymour 2. bárója
                - Francis Seymour (1658-1678),  Trowbridge Seymour 3. bárója , majd  Somerset 5. hercege
                - Charles Seymour (1662-1748)  Someset 6. hercege ∞¹ Elizabeth Percy (1667-1722),  Percy bárónője ∞² Charlotte ??? (1693-1773)
                  - Algernon Seymour (1684-1750),  Percy 1. bárója, majd  Somerset 7. hercege
                    - Elisabeth Seymour (1716-1776),  Percy 2. bárónője ∞ Hugh Percy (1715–1786),  Nothumberland hercege
                      - ...innen Norhumbeland hercegei

                  - Elizabeth Seymour (1685–1734) ∞ Henry O'Brien (1688–1741),  Thomond 8. grófja[m 21]
                  - Catherine Seymour (1688–1731) ∞ William Wyndham, Orchard Wyndham 3. baronet (1688–1740)[m 22]
                    - Charles Wyndham (1710-1763),  Egremont 2. grófja[m 23]
                    - Percy Wyndham-O'Brien (1723–1774),  Thomond 1. grófja[m 24]

      - Thomas Seymour (1508-1549),  Sudeley Seymour 1. bárója  ∞ Catherina Parr (1512-1548)
      - Jane Seymour (1508-1537) ∞  VIII. Henrik (1491-1547)
        -  VI. Edward (1537-1553)

### A Seymour-család idősebb ága
A Somerset hercegi címet Edward Seymour, Somerset 1. hercege hozta létre 1547-ben, azonban 1540-ben törvényben kizárta örökségéből első házasságából származó fiait, mivel megkérdőjelezte felesége, Catherine Fillol hűségét. A címet így második feleségétől, Anne Stanhopetól származó fia, Edward Seymour, Hertford 1. grófja örökölte. Ez az ún. fiatalabb ág 1675-ben hercegi rangot kapott, azonban 1750-ben Algernon Seymour, a 7. herceg férfi utód nélkül halt meg. A címet ezt követően a kitagadott idősebb ágból származó Edward Seymour, Berry Pomeroy 6. baronetje örökölte mint Somerset 8. hercege – a trónöröklés rendjét megerősítette egy 1660-as új adománylevél, amely lehetővé tette az idősebb ág visszatérését a cím öröklésébe.
Edward Seymour, Berry Pomeroy 6. baronetje, majd Somerset 8. hercege
Edward Seymour (kb. 1694–1757) az Oxfordi Egyetemen a Magdalen College-ben tanult, és 1741 és 1747 között Salisbury parlamenti képviselője volt. Ugyanebben az időszakban, 1741 decemberében, apja halálával örökölte a Berry Pomeroy-i baronet címet és a családi birtokokat Wiltshire-ben és Devonban. 1750-ben, a gyermektelenül elhunyt Algernon Seymour, Somerset 7. hercege halálával – mint  legközelebbi férfiági leszármazott –  ő lett a 8. herceg és a 8. Seymour báró. Ez az öröklés különösen jelentős volt, mert így a Somerset hercegi cím visszakerült a Berry Pomeroy-i ághoz, amelyet Somerset 1. hercege 1540-ben kizáratott az öröklésből. A kizárás oka felesége vélt vagy valós hűtlensége volt. A Parlament ugyan később elismerte a vérvonalat, de ez nem módosította a Somerset herceg cím öröklését. A címmel nem járt vagyon. A hetedik herceg még életében elrendezte, hogy a hatalmas Percy-birtokok – köztük Alnwick Castle, Northumberland House, Petworth House és Syon House – leánya, Elizabeth, illetve unokaöccse, Charles Wyndham között kerüljenek felosztásra. Így a Somerset hercegei többé nem tartoztak Anglia leggazdagabb földbirtokosai közé. Edward Seymour 1752 és 1757 között Wiltshire főispánja volt.
Edward Seymour, Somerset 9. hercege

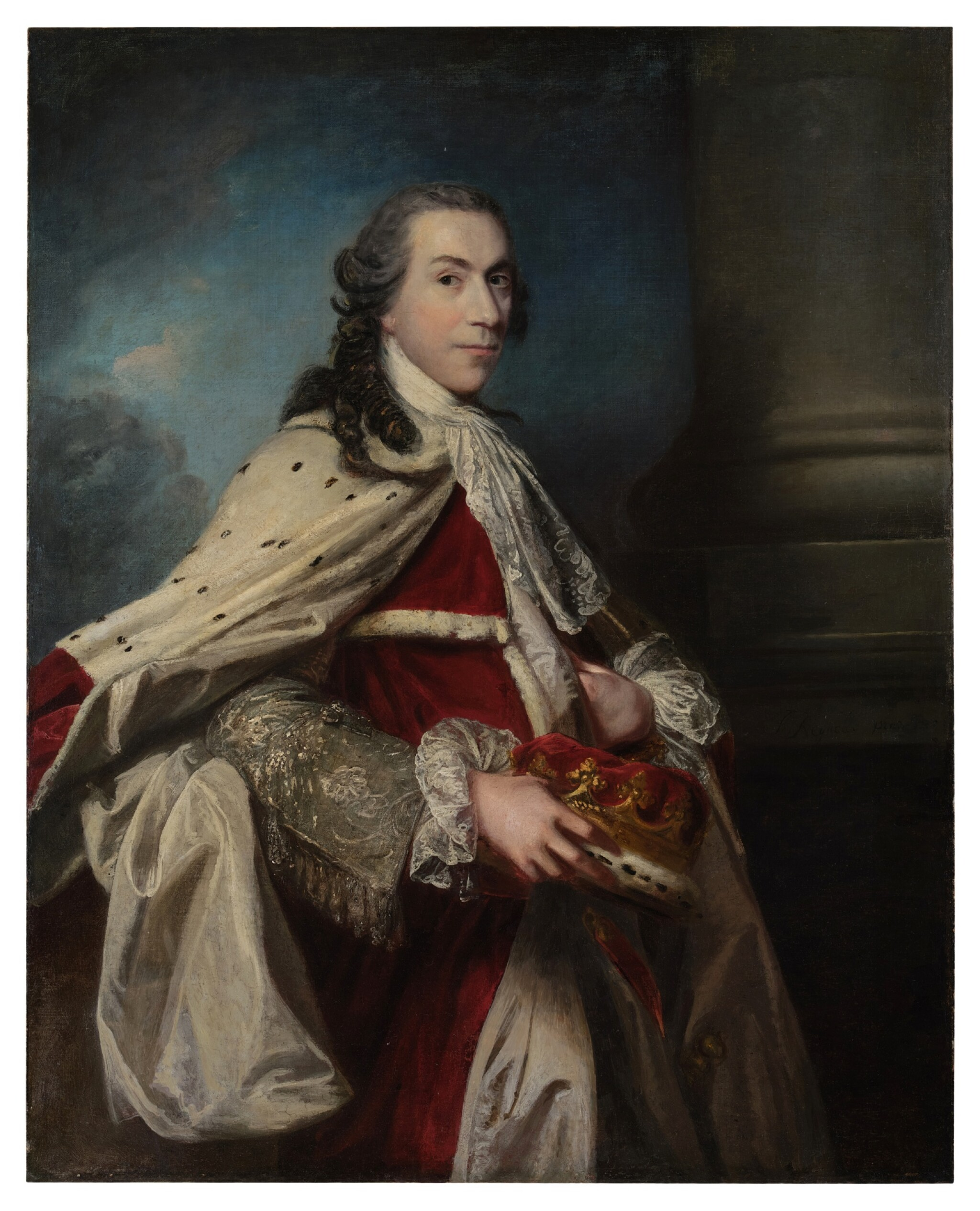
Joshua Reynolds olajfestménye: Edward Seymour (1717-1792), Somerset 9. hercegének portréja főnemesi díszruhában, kezében hercegi koronával

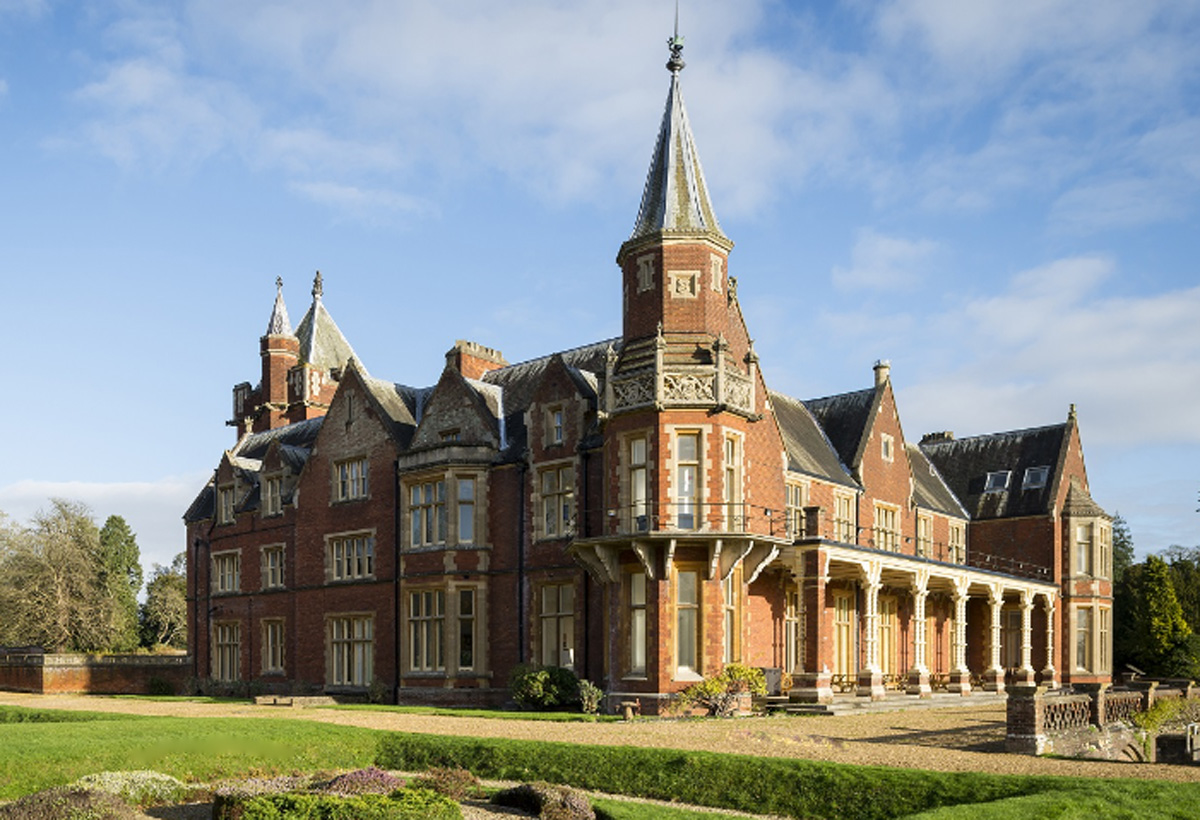
A Bulstrode nagy kiterjedésű park és kastély Buckinghamshireben. Neve feltehetően az angolszász burh (mocsár) és stród (erődítmény) szavakból ered

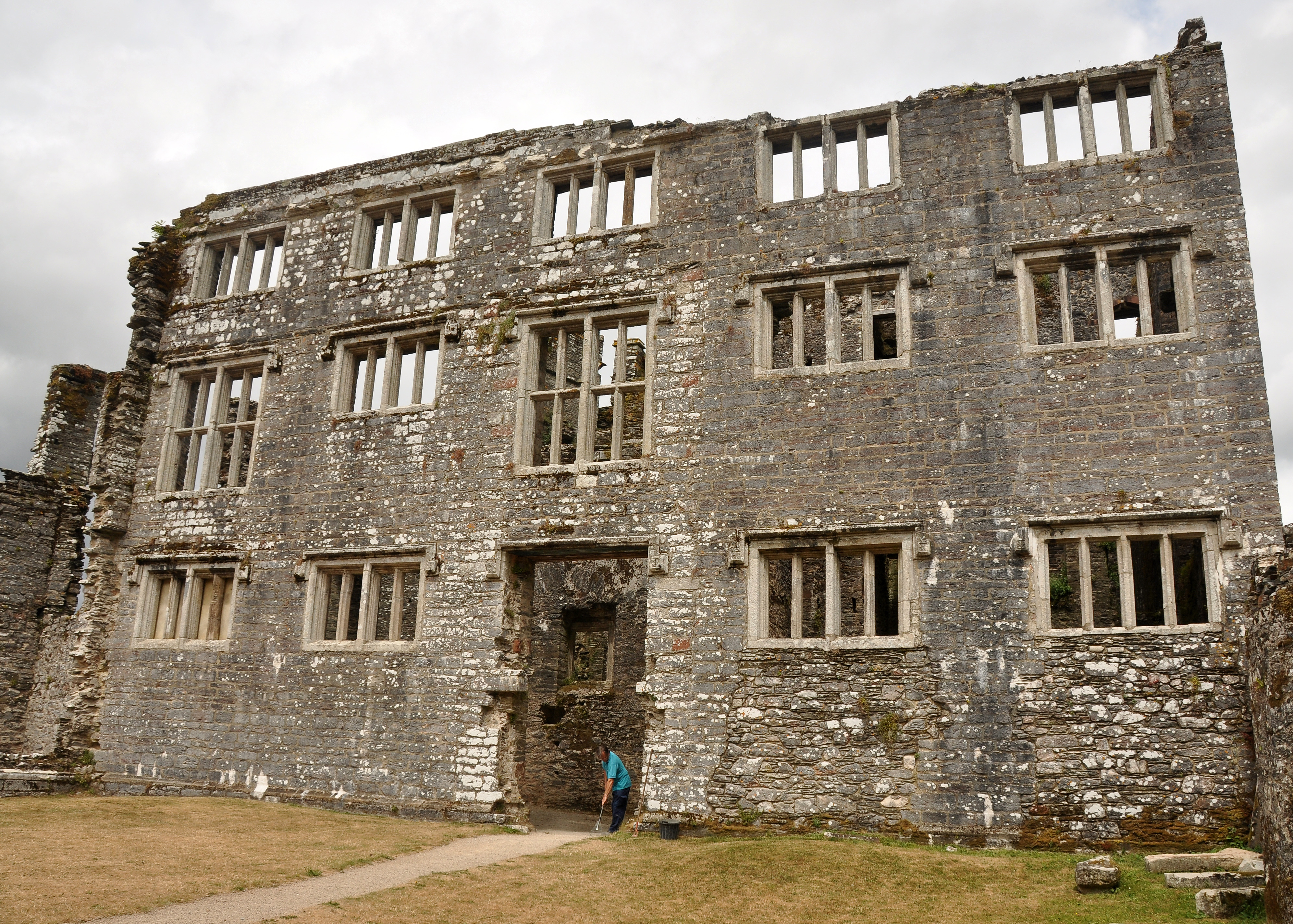
A dél-devonban álló Berry Pomeroy kastély a XV. század végén a Pomeroy család által emelt Tudor-kastély, amelyet 1547-ben anyagi gondjaik miatt eladtak Somerset 1. hercegének, s azóta a Seymour családé, bár a XVII. század végén elhagyták, amikor a negyedik baronet Wiltshire-be költözött

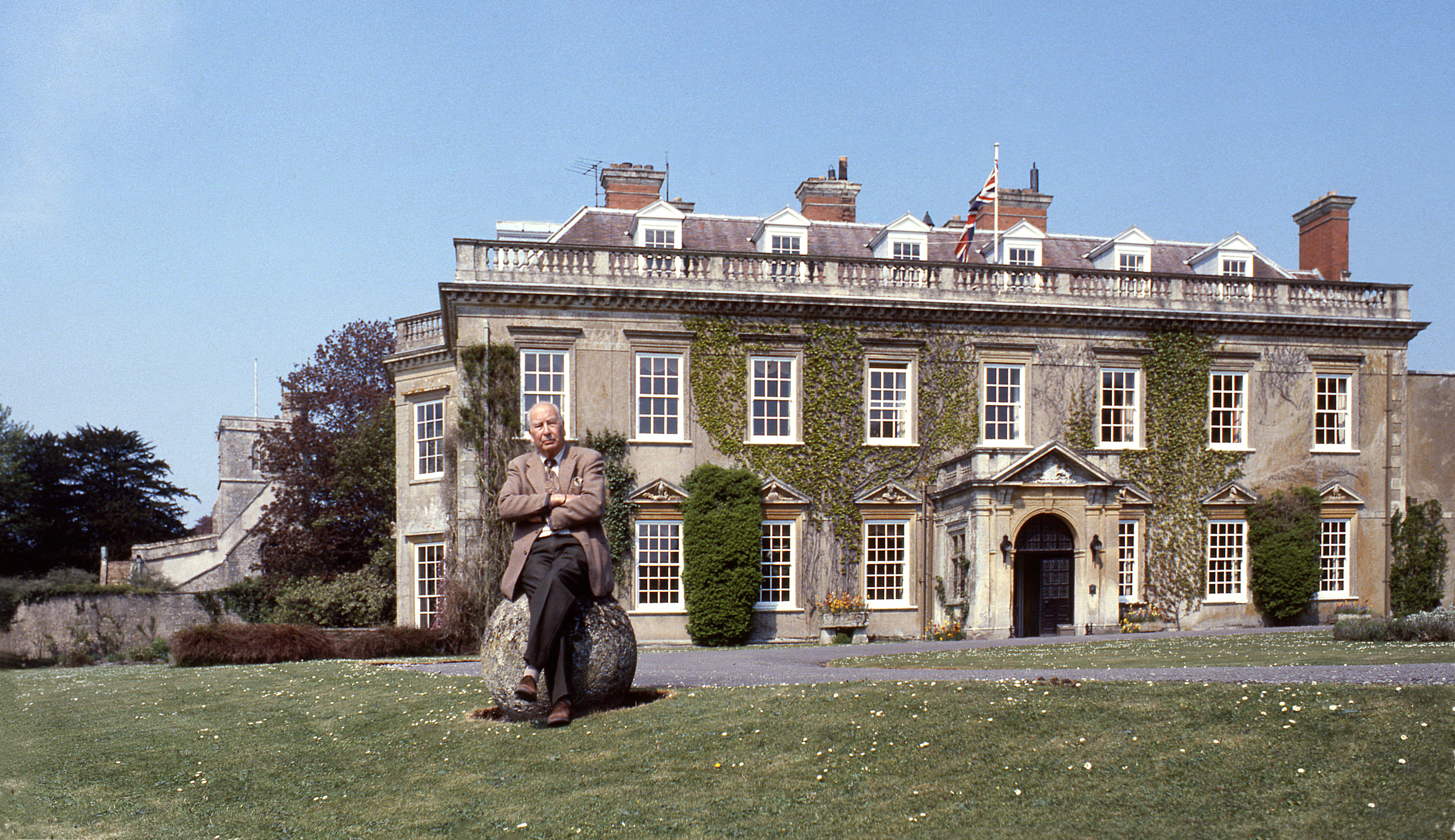
A somerseti Bradley-ház, előtt Percy Seymour, a 18. herceg.

Edward Seymour (1718. január 2. – 1793. január 2.) tanulmányait a Winchester College-ben és az Oxfordi Egyetem Oriel College-ben végezte. II. György király a Titkos tanács tagjává nevezte ki, majd 1783-tól évi járadékot kapott. Visszavonultan élt, kerülte a nyilvánosságot, és körültekintő pénzügyi döntéseinek köszönhetően jelentős vagyont halmozott fel. 1793. január 2-án, 75. születésnapján hunyt el, nőtlenül és utód nélkül. Halála után a hercegi cím öccsére, Edward Adolphus Seymourra szállt.
Webb Seymour, Somerset 10. hercege
(1718–1793)
Webb Seymour (1718. december 3. – 1793. december 15.) anyai nagyapja, Daniel Webb örököseként megkapta a Monkton Farley-i birtokot, amely jelentős vagyonalapot biztosított számára. 1792. január 2-án, bátyja halála után örökölte a Somerset hercege címet. Webb Seymour 1793-ban hunyt el.
Edward St Maur, Somerset 11. hercege KG
Edward Adolphus Seymour (1775. február 24. – 1855. augusztus 15.) az Eton College-ben, majd az oxfordi Christ Church College-ben tanult. 1793-ban örökölte apja címeit. Vezetéknevének eredetinek vélt alakjának – St Maur, kiejtése megegyezik a Seymour-ral – felvételéra 1850 körül kapott engedélyt. Széles körű tudományos és kulturális érdeklődése miatt számos tudományos társaság élén állt: elnöke volt a Royal Literary Fundnak (Királyi Irodalmi Alap) (1801–1838), a Royal Institutionnek (Királyi Tudományos Intézet) (1827–1842), valamint a Linnean Societynek (Linné Társaság) (1833–1839), emellett a Royal Society tagja is volt. 1837-ben IV. Vilmos király a Térdszalagrend lovagjává avatta. 1820-ban pár napig a Királyi Csillagászati Társaság elnökeként dolgozott.
1800-ban feleségül vette Charlotte Hamiltont, Hamilton 9. hercegének leányát. 1808-ban megvásárolt egy londoni palotát Park Lane-en, amelyet „Somerset House”-nak nevezett el. 1829-ben megszerezte a devoni Stover birtokot is, ahol a Hamilton-házasság révén szerzett jelentős festménygyűjteményt állított ki. Stover House ezután a család fő rezidenciájává vált Maiden Bradley helyett. A birtokhoz tartozott a Stover Canal, a Haytor gránitbánya és a Haytor Granite Tramway is.
A Wiltshire megyei kiegészítő milícia ezredese volt (1797–1799), és 1831-től Somerset megye helyettes admirálisa
 lett. 1795-ben körutazást tett Nagy-Britanniában, amelynek emlékiratát 1845-ben adták ki. 1855-ben, 80 éves korában hunyt el.
Edward Seymour, Somerset 12. hercege KG PC
Edward Adolphus Seymour, Somerset 12. hercege (1804. december 20. – 1885. december 28.) az Eton College-ben, majd az oxfordi Christ Church College-ben tanult. 1830–1831 között Okehampton, 1834–1855 között pedig Totnes képviselője volt az alsóházban, előbb toryként, majd liberálisként. Kormányzati pályája során több minisztériumban szolgált: a Pénzügyek Lordjaként (1835–1839), az Indiai Ügyek Tanácsának titkáraként (1839–1841), a Belügyminisztérium államtitkáraként (1841), valamint az Erdők és Erdőgazdaság, majd az Építkezések Főbiztosaként (1850–1852). 1851-ben bekerült a kabinetbe és a Titkos Tanács tagja lett. 1859-től 1866-ig az Admiralitás Első Lordjaként szolgált Lord Palmerston és Lord John Russell kormánya alatt. 1862-ben megkapta a Térdszalagrendet, majd 1863-ban a St. Maur grófja címet, amely a Seymour család eredeti nevére utalt.
1855-ben apja halála után örökölte a Somerset hercegi címet, így a Lordok Házába került. Bár 1868-ban nem vállalt szerepet Gladstone kormányában, számos törvényjavaslatot támogatott. 101,17 km2 földterülettel rendelkezett – ez 4–5 közepes méretű budapesti kerület összterületének felel meg – főként Devon, Somerset és Wiltshire megyékben. Emellett jelentős tudományos érdeklődést mutatott: tagja volt több királyi bizottságnak, 1847 és 1849 között részt vett a British Museum reformját vizsgáló bizottság munkájában. Két könyve is megjelent: Christian Theology and Modern Scepticism (1872) és Monarchy and Democracy (1880).
Élete utolsó szakaszában Devon megye lord-lieutenantjaként szolgált (1861–1885). Rokonsága véleménye szerint rangon alul nősült. Két fia még apja életében elhunyt, három férjhez ment leányt hagyott hátra. A hercegi cím jog szerint az öccsére szállt, akivel azonban megromlott a viszonya, öccse feleségét „alacsony származású, kapzsi koldusasszonynak” nevezte. Azt állította, hogy az asszony célja, hogy megszerezze a vagyonát, és kivonja azt a család öröklési vonalából. Ezért a herceg végrendeletében a Stover-birtokot és annak felbecsülhetetlen értékű műkincseit – köztük a Hamilton-gyűjteményt – törvénytelen unokája, Harold St. Maur javára hagyta. Halálakor a St Maur grófi cím kihalt.
Archibald Seymour, Somerset 13. hercege
Archibald Henry Algernon (1810. december 30. – 1891. január 12.) a londoni Park Lane-en álló családi rezidencián született, második fiú lévén nem készült a cím viselésére. Fiatalkorában Algernon öccsével együtt ő is Királyi Lovas Gárdában (Royal Horse Guards) szolgált kapitányi rangban. A Leicestershire-i Burton Hallban élt, földbirtokosként gazdálkodott. 1844-ben Leicestershire főbírája (High Sheriff) volt, és később a megye helyettes hadnagyaként is tevékenykedett. 1885-ben, bátyja halálát követően örökölte a Somerset hercege, Seymour bárója és Berry Pomeroy baronetje címeket. Sosem nősült meg, gyermekei nem születtek, így halálával a cím tovább öccsére szállt.
Algernon St Maur, Somerset 14. hercege
Algernon Percy Banks St. Maur (1813. január 22. – 1894. október 2.) Etonban tanult, majd katonai pályára lépett, Archibald bátyjához hasonlóan ő is kapitányként szolgált a Royal Horse Guards (Királyi Lovas Gárda) kötelékében. Apja, majd két bátyja halála 1891-ben megörökölte a Somerset hercege címet. Közéleti szereplése mérsékelt volt, de kulturális érdeklődést mutatott, és szerzőként is megjelent: „The Old Coaching Days“ című könyve a korabeli angol utazásokról és postakocsis közlekedésről szól.
Algernon St Maur, Somerset 15. hercege
Algernon St. Maur (1846. július 22. – 1923. október 22.) a Britannia Királyi Haditengerészeti Akadémián tanult, de később átlépett a hadseregbe, ahol a 60th Rifles (King's Royal Rifle Corps) tagjaként hadnagyi rangot ért el. Részt vett az 1870-es Wolseley-expedícióban, amely a Riel-felkelés leverésére indult Kanadában. A katonai szolgálat után több évet töltött az Egyesült Államok nyugati részén, ahol farmot vezetett. 1894-ben, apja halálát követően ő lett Somerset 15. hercege, és helyet foglalt a Lordok Házában, ahol rendszeresen szavazott, de ritkán szólalt fel. Polgári tisztségei közé tartozott a békebírói szerep, és megkapta a Territoriális Szolgálati Érdemjelet (T.D.), valamint a Szent János Rend Igazságos Lovagja címet is. Mivel nem volt gyereke, így a hercegi címet távoli rokona örökölte.
Ahogy a családfán látható, a cím örököse igen távoli rokon volt. A cím öröklésénél az örökös benyújtja az örökösi jogát biztosító okiratokat és ezek alapján születik döntés. Ez apa-fiú esetén formalitás. Ilyen távoli rokonság esetében azonban nem. Edward Seymour kérelme mellett George Seymour, Hertford 7. márkija – valamint Hertford grófja, Yarmouth grófja, Ragley-i Conway bárója, Killultagh-i Conway bárója és Hache-i Beauchamp vikomtja – is kérte a cím megítélését. Utóbbit a családfa név szerint nem mutatja, de a feltüntett Francis Seymour-Conway (1679-1732) egyenes ági férfi leszármazottja. George Seymour megkérdőjelezte, hogy Francis Seymour (1755-1822) jogszerűen házasodott össze feleségével, Edward Seymout dédapjával. Állítását nem tudta bizonyítani. A testület 1925-ben a címet Edward Seymourénak nyilvánította, az uralkodó a döntést jóváhagyta.
Edward Seymour, Somerset 16. hercege

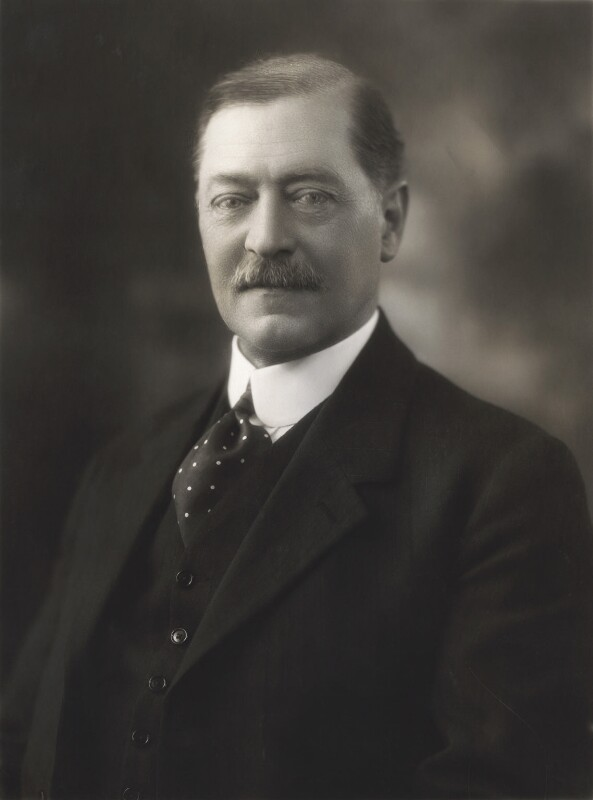
Edward Hamilton Seymour, A hadsereg hadiszolgálatának felügyelője. Fénykép: Bassano Ltd, megvásárolta az NPG 1996-ban. Bromid nyomat

Edward Hamilton Seymour (1860. május 19. – 1931. május 5.) a Blundell’s Schoolban, majd a Sandhursti Királyi Katonai Akadémián tanult. 1880-ban csatlakozott a Royal Dublin Fusiliers ezredhez. 1896-ban áthelyezték a Hadsereg Fegyverzeti Osztályához, ahol fokozatosan lépett elő: 1888-ban kapitány, 1898-ban őrnagy, 1903-ban alezredes, majd 1907-ben ezredes lett. 1909 és 1914 között a Felszerelési és Fegyverzeti Raktárak segédigazgatójaként, az első világháború alatt pedig igazgatóhelyettesként szolgált. 1918-ban a Hadsereg Fegyverzeti Szolgálatok Felügyelőjévé nevezték ki, és még ugyanabban az évben visszavonult. Elismerései között szerepelt a Bath-rend tiszti fokozata, a Szent Mihály és Szent György-rend tiszti fokozata, valamint a Brit Birodalom lovagparancsnoka cím. 1920-ban tiszteletbeli vezérőrnaggyá léptették elő.
1923. október 22-én, Algernon St. Maur, a 15. herceg halála után Edward Seymour lett a Somerset család férfiági örököse. A hercegi címet azonban csak 1925-ben nyerte el hivatalosan, miután sikeresen bizonyította származását a brit felsőház Kiváltsági Bizottsága előtt. Ő volt a 8. herceg legkisebb fiának ükunokája.
Evelyn Seymour, Somerset 17. hercege

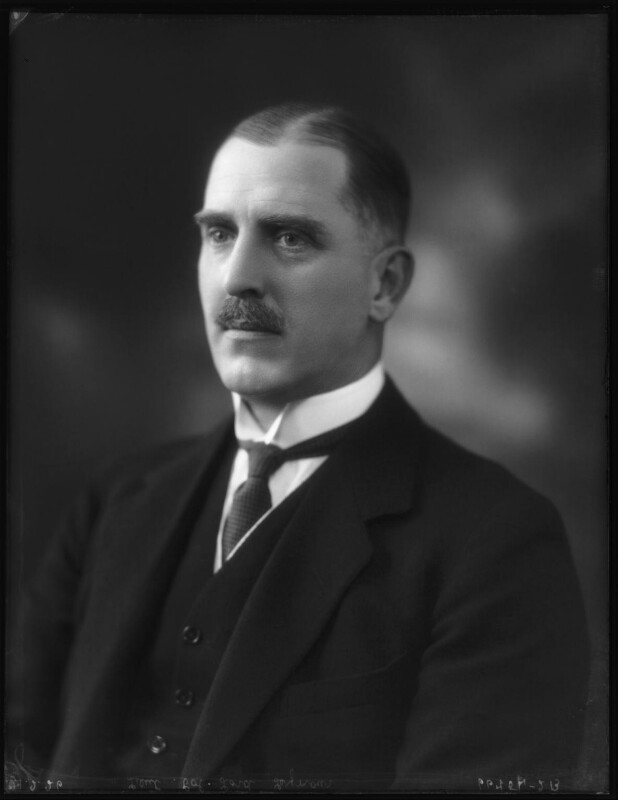
Evelyn Francis Edward Seymour. A Bassano Ltd. fényképe, átkerült az NPG-be 1974-ben. Egész üvegnegatív

Evelyn Francis Edward Seymour apjához hasonlóan a Blundell's Schoolban, majd a Sandhursti Királyi Katonai Akadémián tanult. 1901 januárjában hadnaggyá nevezték ki, első szolgálati helye – szintén apját követve – a Royal Dublin Fusiliers volt. Részt vett a második búr háborúban (1901–1902), öt csatát jelző csattal ellátott Dél-Afrikai Érmet kapott, majd 1903-ban az Áden protektorátusban is szolgált. 1913-ban a londoni 25. kerékpáros zászlóalj adjutánsává nevezték ki, majd 1916-ban visszatért az ezredhez, ahol átvette a 10. zászlóalj parancsnokságát. 1917 decemberében ideiglenes alezredessé léptették elő. Az első világháborúban tanúsított szolgálataiért 1918-ban megkapta a Distinguished Service Order-t (DSO), 1919-ben pedig az OBE-t. A háború végén az Adjutáns Tábornoki Hivatalban szolgált, majd 1920-ban visszavonult.
Apja 1931-es halálával örökölte a Somerset hercege, Seymour báró és Berry Pomeroy baronetje címeket. 1937-ben VI. György koronázásán ő vitte a keresztes jogart. A második világháború kitörése után visszatért a szolgálatba: 1939-től a Devonshire Regiment alezredese, később ezredesi rangot kapott a vezérkarnál. 1942-ben Wiltshire Lord-Lieutenant-jává nevezték ki, ezt a tisztséget nyugdíjazásáig betöltötte. 1949-ben, korhatárának elérésével lemondott katonai tisztségeiről, 1950-ben pedig a Jeruzsálemi Szent János Rend lovagjává avatták.
Társasági életét tekintve tagja volt a londoni Army and Navy Clubnak, a Naval and Military Clubnak és a Marylebone Cricket Clubnak. Élete utolsó éveit családi birtokán, Maiden Bradley-ben töltötte, ahol 1954-ben hunyt el. Első fia egy évesen, a második három évesen meghalt, a harmadik fia örökölte címeit.
Percy Seymour, Somerset 18. hercege
Percy Hamilton Seymour (1910. szeptember 27. – 1984. november 15.) a Blundell’s Schoolban tanult, majd a cambridge-i Clare College-ban szerzett diplomát 1933-ban. Ezt követően a Wiltshire Regiment tisztjeként szolgált, ahol a ranglétrán előrehaladva őrnagyi rangot ért el. Katonai szolgálata során Indiában, Perzsiában és Burmában teljesített külszolgálatot. 1954-ben örökölte meg a Somerset hercege címet. 1960-ban Wiltshire helyettes hadnagyává nevezték ki.
John Seymour, Somerset 19. hercege

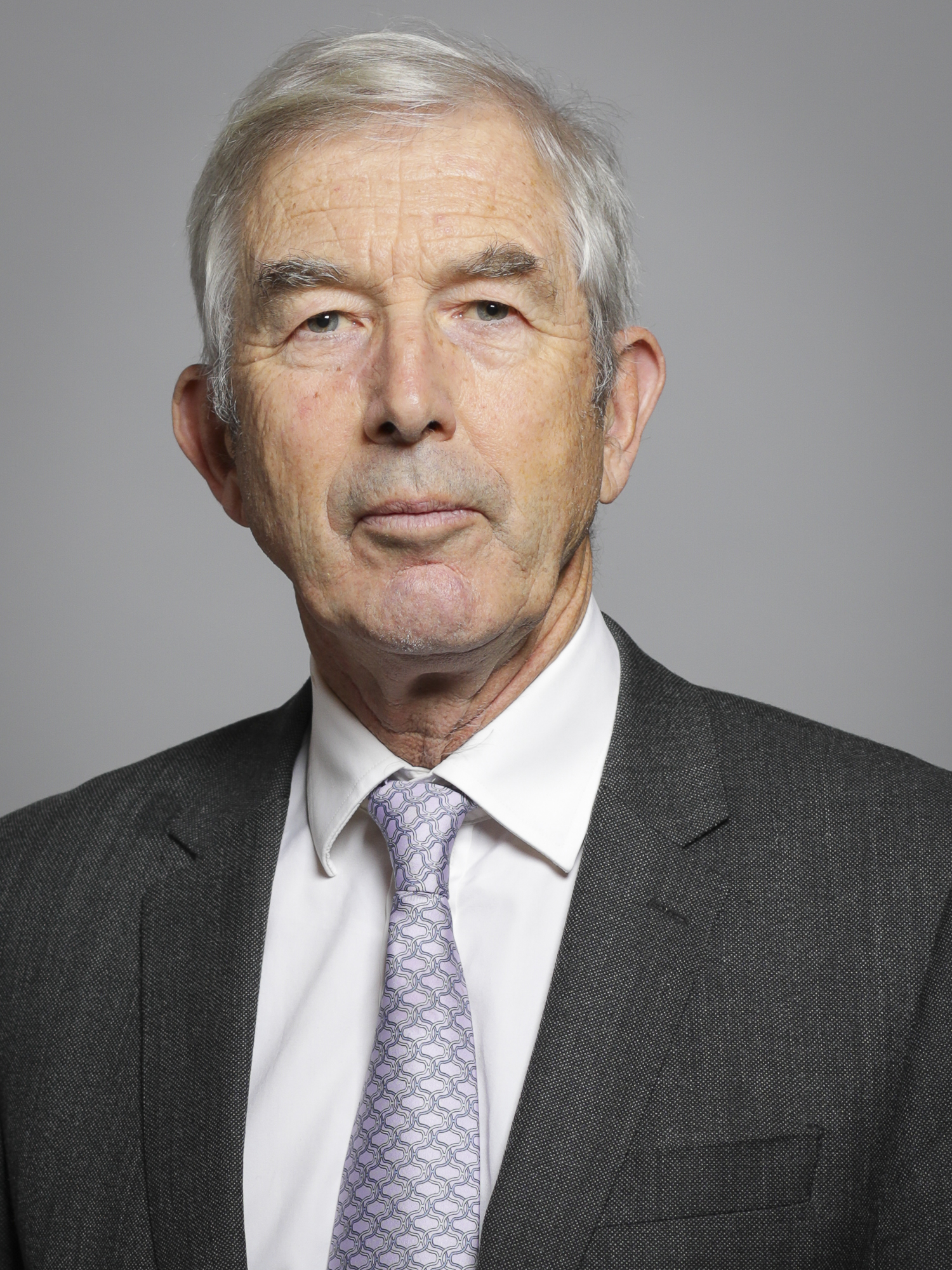
John Michael Edward Seymour

Az 1952. december 30-án született John Seymour az Eton College-ban tanult. Ezt követően okleveles földmérő vizsgát tett. 1984-ben örökölte a Somerset hercege címet. 1993-ban Wiltshire, 2003-ban pedig Devon (megye) helyettes hadnagyává nevezték ki. 1999-ben, a brit felsőház reformját követően elveszítette automatikus örökölt tagságát a Lordok Házában, de 2014 decemberében megválasztották a megüresedett örökletes főnemesi helyek egyikére, ahol független, ún. crossbencher tagként foglalt helyet. 2015-ben nyilvánosságot kapott egy vitája Totnes városában, ahol ősei földjén tervezett lakásépítési beruházás ellen tiltakoztak helyiek. A herceg továbbra is aktív szereplője a brit arisztokráciának, székhelye a hagyományos wiltshire-i családi birtok, a Bradley House, és övé a devon-i Berry Pomeroy kastély is.

#### Seymout családfa (idősebb ág)
- Edward Seymour (1506-1552),  Somerset 1. hercege ∞¹ ○ Catherine Filliol ∞² Anne Stanhope (1497–1587)
  - ◎ ¹Edward Seymour (1528-1593)[m 31]
    - Edward Seymour (1560-1603), Berry Pomeroy 1. baronetje[m 32]
      - Edward Seymour (1580-1659), Berry Pomeroy 2. baronetje[m 33]
        - Edward Seymour (1610-1688), Berry Pomeroy 3. baronetje[m 34]
          - Edward Seymour (1633-1708), Berry Pomeroy 4. baronetje PC[m 35]
            - ¹Edward Seymour (1663-1740), Berry Pomeroy 5. baronetje[m 36]
              - Edward Seymour (1695-1757),  Somerset 8. hercege
                - Edward Seymour (1717-1792),  Somerset 9. hercege
                - Webb Seymour (1718-1793),  Somerset 10. hercege
                  - Edward St Maur (1775-1855),  Somerset 11. hercege ∞ Charlotte Hamilton (1772–1827)
                    - Edward St Maur (1804-1885),  Somerset 12. hercege,  St Maur 1. grófja
                      - Ferdinand Seymour (1835-1869) St Maur grófja[m 37]
                        - ○ Harold St. Maur (1869–1927)[m 28]

                    - Archibald Seymour (1810-1891),  Somerset 13. hercege
                    - Algernon St Maur (1813-1894),  Somerset 14. hercege
                      - Algernon St Maur (1846-1923),  Somerset 15. hercege

                - Francis Seymour (1725–1799)[m 38]
                  - Francis Seymour (1755-1822)[m 39]
                    - Francis Seymour (1788-1866)[m 40]
                      - Francis Seymour (1815-1870)[m 41]
                        - Edward Seymour (1860-1931),  Somerset 16. hercege
                          - Evelyn Seymour (1882-1954),  Somerset 17. hercege
                            - Percy Seymour (1910-1984),  Somerset 18. hercege
                              - John Seymour (1952-),  Somerset 19. hercege
                                - (1) Sebastian Seymour (1982-)
                                - (2) Charles Seymour (1992-)

            - ²Francis Seymour-Conway (1679-1732),  Ragley Conway 1. bárója (1703),  Killultagh 1. bárója ( 1712)[m 42]
              - Francis Seymour-Conway (1718-1794)[m 43],  Ragley Conway 2. bárója, majd  Hertford 1. grófja (1750), majd  Hertford 1. márkija (1793) KG ∞ Isabel FitzRoy (1726–1782)[m 44]
                - ...innentől Hertford márkijai a mai napig

        - Henry Seymour (1612-1687)[m 45]
          - Henry Seymour (1674–1714), Langley Seymour 1. baronetje[m 46]

  - ²...az első hét herceget adó fiatalabb Seymour ág családfája

### A Seymourok címerei
- Seymour címer.Vörös mezőben két, csapdázó helyzetben egyesített arany szárny
- Címerbővítmény. Arany mezőben, egy vörös éken, melyet két oldalt három-három kék liliom vesz körül, három jobbra lépő, előrenéző arany oroszlán. A liliomok a francia trón igényét jelképezik. A három oroszlán a Plantagenêt-ház címere. Ezt önálló címerként nem használták, mert címerbővítmény volt. VIII. Henrik külön adománya harmadik felesége, Jane Seymour. Fiuk, VI. Eduárd, 1547. augusztus 10-én kelt királyi oklevélben újraadományozta nagybátyjának, Edward Seymournak, Somerset hercegének és lordprotektornak
- Jane Seymour címere. Első mező: címerbővítmény. Második mező: Seymour. A 3-6. mezők a Seymour család kapcsolatai, zárójelben feltüntetve. Harmadik mező: kék és ezüst prémminta (Beauchamp of Hatch), negyedik mező: ezüst mezőben három fél oroszlán vörössel, helyzetük lebontás nélkül (Esturmy of Wulfhall), ötödik mező: harántvágott pajzs, felül vörös, alul ezüst, benne három rózsa harántirányban ellenkező színekkel (MacWilliam) és a hatodik mező: hat ezüst és kék sávval vágott mezőben (Coker). A királynővé válás rangemelkedését tükrözi a sok mező, amelyet Somerset hercegei nem emeltek be címerükbe, bár megtethették volna
- Somerset hercege (1536). A Syemour címer és a címerbővítmény kombinációja. Somerset Seymour hercegei ezt a címert használták és használják, de ez jogilag és minden más szempontból egyenértékű a következő címerrel
- Somerset hercege (1547). A Syemour címer és a címerbővítmény kombinációja
- Conway grófi címer. Fekete mezőben egy ezüst szegéllyel kísért harántpólya, rajta egy vörös rózsa két fekete karika között[41] Francis Seymour bátyja, Popham Seymour-Conway 1699-es halála után örökölte anyai rokonuk, Edward Conway, Conway 1. grófja birtokait. Az örökség feltételeként fel kellett vennie a Conway nevet és címert, így Popham Seymour-Conwayként vált ismertté[m 42]
- A Hertford márkik címere. Címerpajzs: első és negyedik negyed: Conway, második és harmadik negyed: Seymour. A Hertford márkik ága a Seymourok oldalága[42][m 43]

## Fordítás
- Ez a szócikk részben vagy egészben  az   Armorial of the House of Plantagenet című angol Wikipédia-szócikk ezen változatának fordításán alapul.  Az eredeti cikk szerkesztőit annak laptörténete sorolja fel. Ez a jelzés csupán a megfogalmazás eredetét és a szerzői jogokat jelzi, nem szolgál a cikkben szereplő információk forrásmegjelöléseként.
- Ez a szócikk részben vagy egészben  a   Category:Coats_of_arms_of_Edward_Seymour,_1st_Duke_of_Somerset című angol Wikipédia-szócikk ezen változatának fordításán alapul.  Az eredeti cikk szerkesztőit annak laptörténete sorolja fel. Ez a jelzés csupán a megfogalmazás eredetét és a szerzői jogokat jelzi, nem szolgál a cikkben szereplő információk forrásmegjelöléseként.
- Ez a szócikk részben vagy egészben  a   William de Mohun, 1st Earl of Somerset című angol Wikipédia-szócikk ezen változatának fordításán alapul.  Az eredeti cikk szerkesztőit annak laptörténete sorolja fel. Ez a jelzés csupán a megfogalmazás eredetét és a szerzői jogokat jelzi, nem szolgál a cikkben szereplő információk forrásmegjelöléseként.
- Ez a szócikk részben vagy egészben  a   John Beaufort, 1st Earl of Somerset című angol Wikipédia-szócikk ezen változatának fordításán alapul.  Az eredeti cikk szerkesztőit annak laptörténete sorolja fel. Ez a jelzés csupán a megfogalmazás eredetét és a szerzői jogokat jelzi, nem szolgál a cikkben szereplő információk forrásmegjelöléseként.
- Ez a szócikk részben vagy egészben  a   John Beaufort, 1st Earl of Somerset című angol Wikipédia-szócikk ezen változatának fordításán alapul.  Az eredeti cikk szerkesztőit annak laptörténete sorolja fel. Ez a jelzés csupán a megfogalmazás eredetét és a szerzői jogokat jelzi, nem szolgál a cikkben szereplő információk forrásmegjelöléseként.
- Ez a szócikk részben vagy egészben  a   Henry Beaufort, 2nd Earl of Somerset című angol Wikipédia-szócikk ezen változatának fordításán alapul.  Az eredeti cikk szerkesztőit annak laptörténete sorolja fel. Ez a jelzés csupán a megfogalmazás eredetét és a szerzői jogokat jelzi, nem szolgál a cikkben szereplő információk forrásmegjelöléseként.
- Ez a szócikk részben vagy egészben  a   John Beaufort, 1st Duke of Somerset című angol Wikipédia-szócikk ezen változatának fordításán alapul.  Az eredeti cikk szerkesztőit annak laptörténete sorolja fel. Ez a jelzés csupán a megfogalmazás eredetét és a szerzői jogokat jelzi, nem szolgál a cikkben szereplő információk forrásmegjelöléseként.
- Ez a szócikk részben vagy egészben  az   Edmund Beaufort, 2nd Duke of Somerset című angol Wikipédia-szócikk ezen változatának fordításán alapul.  Az eredeti cikk szerkesztőit annak laptörténete sorolja fel. Ez a jelzés csupán a megfogalmazás eredetét és a szerzői jogokat jelzi, nem szolgál a cikkben szereplő információk forrásmegjelöléseként.
- Ez a szócikk részben vagy egészben  az   Edward Seymour, 1st Duke of Somerset című angol Wikipédia-szócikk ezen változatának fordításán alapul.  Az eredeti cikk szerkesztőit annak laptörténete sorolja fel. Ez a jelzés csupán a megfogalmazás eredetét és a szerzői jogokat jelzi, nem szolgál a cikkben szereplő információk forrásmegjelöléseként.
- Ez a szócikk részben vagy egészben  a   William Seymour, 2nd Duke of Somerset című angol Wikipédia-szócikk ezen változatának fordításán alapul.  Az eredeti cikk szerkesztőit annak laptörténete sorolja fel. Ez a jelzés csupán a megfogalmazás eredetét és a szerzői jogokat jelzi, nem szolgál a cikkben szereplő információk forrásmegjelöléseként.
- Ez a szócikk részben vagy egészben  a   William Seymour, 3rd Duke of Somerset című angol Wikipédia-szócikk ezen változatának fordításán alapul.  Az eredeti cikk szerkesztőit annak laptörténete sorolja fel. Ez a jelzés csupán a megfogalmazás eredetét és a szerzői jogokat jelzi, nem szolgál a cikkben szereplő információk forrásmegjelöléseként.
- Ez a szócikk részben vagy egészben  a   John Seymour, 4th Duke of Somerset című angol Wikipédia-szócikk ezen változatának fordításán alapul.  Az eredeti cikk szerkesztőit annak laptörténete sorolja fel. Ez a jelzés csupán a megfogalmazás eredetét és a szerzői jogokat jelzi, nem szolgál a cikkben szereplő információk forrásmegjelöléseként.
- Ez a szócikk részben vagy egészben  a   Francis Seymour, 5th Duke of Somerset című angol Wikipédia-szócikk ezen változatának fordításán alapul.  Az eredeti cikk szerkesztőit annak laptörténete sorolja fel. Ez a jelzés csupán a megfogalmazás eredetét és a szerzői jogokat jelzi, nem szolgál a cikkben szereplő információk forrásmegjelöléseként.
- Ez a szócikk részben vagy egészben  a   Charles Seymour, 6th Duke of Somerset című angol Wikipédia-szócikk ezen változatának fordításán alapul.  Az eredeti cikk szerkesztőit annak laptörténete sorolja fel. Ez a jelzés csupán a megfogalmazás eredetét és a szerzői jogokat jelzi, nem szolgál a cikkben szereplő információk forrásmegjelöléseként.
- Ez a szócikk részben vagy egészben  az   Algernon Seymour, 7th Duke of Somerset című angol Wikipédia-szócikk ezen változatának fordításán alapul.  Az eredeti cikk szerkesztőit annak laptörténete sorolja fel. Ez a jelzés csupán a megfogalmazás eredetét és a szerzői jogokat jelzi, nem szolgál a cikkben szereplő információk forrásmegjelöléseként.
- Ez a szócikk részben vagy egészben  az   Edward Seymour, 8th Duke of Somerset című angol Wikipédia-szócikk ezen változatának fordításán alapul.  Az eredeti cikk szerkesztőit annak laptörténete sorolja fel. Ez a jelzés csupán a megfogalmazás eredetét és a szerzői jogokat jelzi, nem szolgál a cikkben szereplő információk forrásmegjelöléseként.
- Ez a szócikk részben vagy egészben  az   Edward Seymour, 9th Duke of Somerset című angol Wikipédia-szócikk ezen változatának fordításán alapul.  Az eredeti cikk szerkesztőit annak laptörténete sorolja fel. Ez a jelzés csupán a megfogalmazás eredetét és a szerzői jogokat jelzi, nem szolgál a cikkben szereplő információk forrásmegjelöléseként.
- Ez a szócikk részben vagy egészben  a   Webb Seymour, 10th Duke of Somerset című angol Wikipédia-szócikk ezen változatának fordításán alapul.  Az eredeti cikk szerkesztőit annak laptörténete sorolja fel. Ez a jelzés csupán a megfogalmazás eredetét és a szerzői jogokat jelzi, nem szolgál a cikkben szereplő információk forrásmegjelöléseként.
- Ez a szócikk részben vagy egészben  az   Edward St Maur, 11th Duke of Somerset című angol Wikipédia-szócikk ezen változatának fordításán alapul.  Az eredeti cikk szerkesztőit annak laptörténete sorolja fel. Ez a jelzés csupán a megfogalmazás eredetét és a szerzői jogokat jelzi, nem szolgál a cikkben szereplő információk forrásmegjelöléseként.
- Ez a szócikk részben vagy egészben  az   Edward St Maur, 12th Duke of Somerset című angol Wikipédia-szócikk ezen változatának fordításán alapul.  Az eredeti cikk szerkesztőit annak laptörténete sorolja fel. Ez a jelzés csupán a megfogalmazás eredetét és a szerzői jogokat jelzi, nem szolgál a cikkben szereplő információk forrásmegjelöléseként.
- Ez a szócikk részben vagy egészben  az   Archibald St Maur, 13th Duke of Somerset című angol Wikipédia-szócikk ezen változatának fordításán alapul.  Az eredeti cikk szerkesztőit annak laptörténete sorolja fel. Ez a jelzés csupán a megfogalmazás eredetét és a szerzői jogokat jelzi, nem szolgál a cikkben szereplő információk forrásmegjelöléseként.
- Ez a szócikk részben vagy egészben  az   Algernon St Maur, 14th Duke of Somerset című angol Wikipédia-szócikk ezen változatának fordításán alapul.  Az eredeti cikk szerkesztőit annak laptörténete sorolja fel. Ez a jelzés csupán a megfogalmazás eredetét és a szerzői jogokat jelzi, nem szolgál a cikkben szereplő információk forrásmegjelöléseként.
- Ez a szócikk részben vagy egészben  az   Algernon St Maur, 15th Duke of Somerset című angol Wikipédia-szócikk ezen változatának fordításán alapul.  Az eredeti cikk szerkesztőit annak laptörténete sorolja fel. Ez a jelzés csupán a megfogalmazás eredetét és a szerzői jogokat jelzi, nem szolgál a cikkben szereplő információk forrásmegjelöléseként.
- Ez a szócikk részben vagy egészben  az   Edward Seymour, 16th Duke of Somerset című angol Wikipédia-szócikk ezen változatának fordításán alapul.  Az eredeti cikk szerkesztőit annak laptörténete sorolja fel. Ez a jelzés csupán a megfogalmazás eredetét és a szerzői jogokat jelzi, nem szolgál a cikkben szereplő információk forrásmegjelöléseként.
- Ez a szócikk részben vagy egészben  az   Evelyn Seymour, 17th Duke of Somerset című angol Wikipédia-szócikk ezen változatának fordításán alapul.  Az eredeti cikk szerkesztőit annak laptörténete sorolja fel. Ez a jelzés csupán a megfogalmazás eredetét és a szerzői jogokat jelzi, nem szolgál a cikkben szereplő információk forrásmegjelöléseként.
- Ez a szócikk részben vagy egészben  a   Percy Seymour, 18th Duke of Somerset című angol Wikipédia-szócikk ezen változatának fordításán alapul.  Az eredeti cikk szerkesztőit annak laptörténete sorolja fel. Ez a jelzés csupán a megfogalmazás eredetét és a szerzői jogokat jelzi, nem szolgál a cikkben szereplő információk forrásmegjelöléseként.
- Ez a szócikk részben vagy egészben  a   John Seymour, 19th Duke of Somerset című angol Wikipédia-szócikk ezen változatának fordításán alapul.  Az eredeti cikk szerkesztőit annak laptörténete sorolja fel. Ez a jelzés csupán a megfogalmazás eredetét és a szerzői jogokat jelzi, nem szolgál a cikkben szereplő információk forrásmegjelöléseként.
- Ez a szócikk részben vagy egészben  a   Duke of Somerset című angol Wikipédia-szócikk ezen változatának fordításán alapul.  Az eredeti cikk szerkesztőit annak laptörténete sorolja fel. Ez a jelzés csupán a megfogalmazás eredetét és a szerzői jogokat jelzi, nem szolgál a cikkben szereplő információk forrásmegjelöléseként.
- Ez a szócikk részben vagy egészben  a   Marquess of Hertford című angol Wikipédia-szócikk ezen változatának fordításán alapul.  Az eredeti cikk szerkesztőit annak laptörténete sorolja fel. Ez a jelzés csupán a megfogalmazás eredetét és a szerzői jogokat jelzi, nem szolgál a cikkben szereplő információk forrásmegjelöléseként.
- Ez a szócikk részben vagy egészben  a   House of Beaufort című angol Wikipédia-szócikk ezen változatának fordításán alapul.  Az eredeti cikk szerkesztőit annak laptörténete sorolja fel. Ez a jelzés csupán a megfogalmazás eredetét és a szerzői jogokat jelzi, nem szolgál a cikkben szereplő információk forrásmegjelöléseként.